# 보라매공원
보라매공원(보라매公園, Boramae Park)은 대한민국 서울특별시 동작구와 관악구에 있는 공원 및 스포츠 시설이다. 동작구가 보라매공원 면적의 95%를 관할하나 서울특별시청 직영 공원이다. 주경기장 시설은 인조잔디 필드가 갖춰진 경기장이며, 2006년에 준공되었다.

## 개요
옛 공군사관학교 터에 조성된 공원으로 명칭은 공군사관학교의 상징인 ‘보라매’에서 따왔다.
2003년부터 2008년까지 재정비계획에 따라 X-게임장, 조깅 트랙, 생태연못 및 음악분수, 인조잔디축구장, 농촌 체험장, 보라잔디광장, 에어파크 등이 조성되었다. X-게임장에는 인라인스케이트, 암벽등반, BMX 자전거, 스케이트보드 등의 다양한 종류의 스포츠를 즐길 수 있으며 건강한 취미 생활과 심신의 조화적 발달을 위한 축구, 농구, 게이트볼, 배드민턴, 테니스장과 잔디공원 등의 다양한 시설이 마련되어 있다.
- 면적: 407,560 m2
- 식물: 은행나무, 느티나무, 버즘나무, 모감주나무, 소나무, 장송나무, 산철쭉, 병꽃나무 등 7종 117,200주

- 주요 시설
  - 조경시설: 잔디광장, 연못 2개소(9,070m2), 그늘시렁, 철쭉동산, 스마트가드닝 등
  - 운동시설: 다목적운동장, 인조잔디축구장, 조깅트랙, 테니스장, X-game장, 인공암벽등반장, 게이트볼장, 농구장, 맨발광장, 체육시설평행봉 등 28종
  - 편익시설: 정문주차장(78면), 편의점, 음수대, 팔각정, 화장실, 피크닉테이블, 벤치 등
  - 유희시설: 어린이놀이터, 풍경놀이터, 반려견놀이터, 바닥분수, 음악분수, 에어파크, 장기원
  - 교양시설: 보라매청소년수련관, 자유총연맹, 서울시학교밖센터,
  - 기타시설: 관악노인종합복지관, 서울시발달장애인복지관, 서울시남부장애인종합복지관, 보라매 파견소, 등

## 역사
본래 공군사관학교의 본교가 이 곳에 있었다. 1985년 12월 21일부로 공군사관학교가 충청북도 청주시로 이전해 감에 따라, 서울특별시에서 그 부지를 1985년 12월에 인수하여 1986년 5월 5일에 시립 공원을 열게 된다. 보라매공원이라는 이름도 바로 이러한 역사에서 유래하며, 공원 개원 이후로도 몇 년간은 공군참모총장배 모형항공기대회(현재의 대회 명칭은 스페이스 챌린지)의 전국 본선이 이 곳에서 계속해서 개최되었다.
2017년 2월 3일부터 농촌체험장, 과수원 있던 자리에 신림선종합관제동 공사가 완료되어 공원화 공사가 완료되었다.
- 보라매공원에서 병원 환자들과 주민들등 이용할 수 있는 숲속 산책길을 2010년 12월 15일에 개방하였다.
- 2014년 10월 24일 동작구 보라매공원에서 벼행사를 진행하는데 탈곡 체험, 윷놀이 등을 진행하였다.[2]
- 2016년 7월 6일 동작구 보라매공원 근처에 위치하여있는 음식물 쓰레기 반입금지를 하였다.[3]
- 2016년 10월 22일 한마음 축제가 열렸다.[4]
- 2016년 11월 8일 공원현장 근로자들이 사용하는 휴게공간의 건물(보람관)은 공모에서 최우수상을 수상받은 공모로 설계하였다.[5]
- 2016년 11월 8일 보라매공원의 화장실청소, 공원현장근로자들을 위한 휴게공간을 8개월만에 완성하였다.[6]
- 2021년 7월 15일부터  동작구 보라매공원에서 불법 주정차 전동 킥보드를 견인을 시작하였다.[7]
- 동작구에 위치한 보라매공원 2021년 11월부터 반려견 놀이터를 24시간 개방하였다.[8]
- 2021년 11월 11일 위드코로나를 맞이하 유아숲체험원을 재가동했다.[9]
- 2022년 8월 19일 서울시 조직개편으로 동부공원녹지사업소->서부공원여가센터로 조직이 변경되었다
- 2022년 5월  28일 개통된 신림선 경전철(보라매공원역)에 따라 정문주차장 급지 상승(1급)으로 주차요금이 인상되었다.
- 2025년 5월 22일 ~ 10월 20일까지 2025 서울 국제정원박람회가 개최되었다.[10]

## 사건 사고
- 2004년 5월 9일 동작구에 위치하여 있는 보라매공원을 지나가던 20대 시민이 40대 남자의 흉기에 찔려 사망하였다.[11]
- 2008년 6월 30일 서울에 위치한 관악구와 동작구에서 보라매라는 명칭으로 서로 반발하며 갈등했다.[12]
- 2015년 11월 23일 동작구의 보라매공원 근처에 시내버스 두대가 부딪히는 사고로 버스 안에 있던승객 30여명이 병원으로 실려갔다.[13]
- 2017년 10월 1일 동작구 보라매공원에 위치하여 있는 공원 관리사무소에서 근무하고 있던 직원이 480만원을 훔쳤다.[14]

## 사진

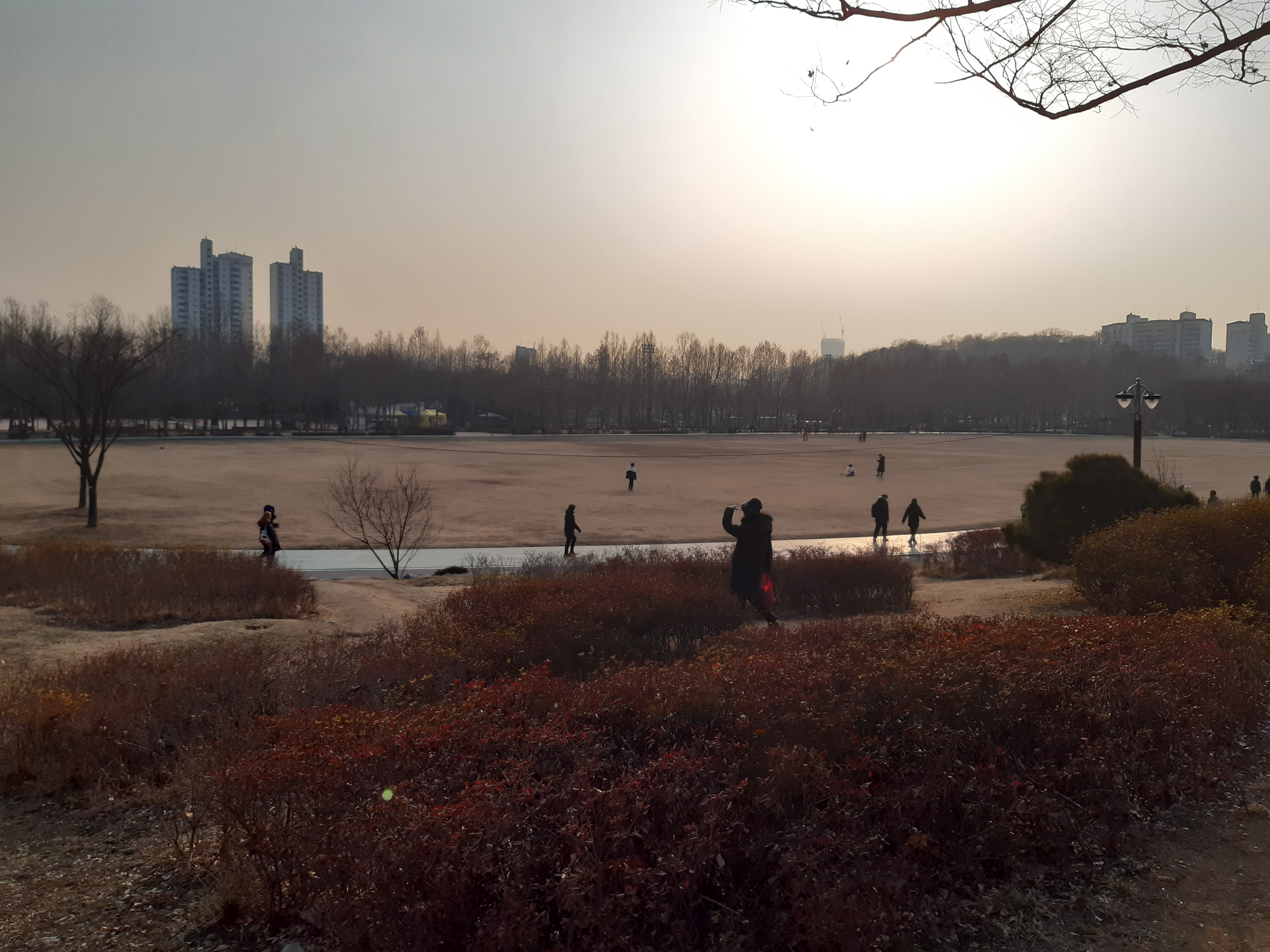
보라매공원의 잔디광장
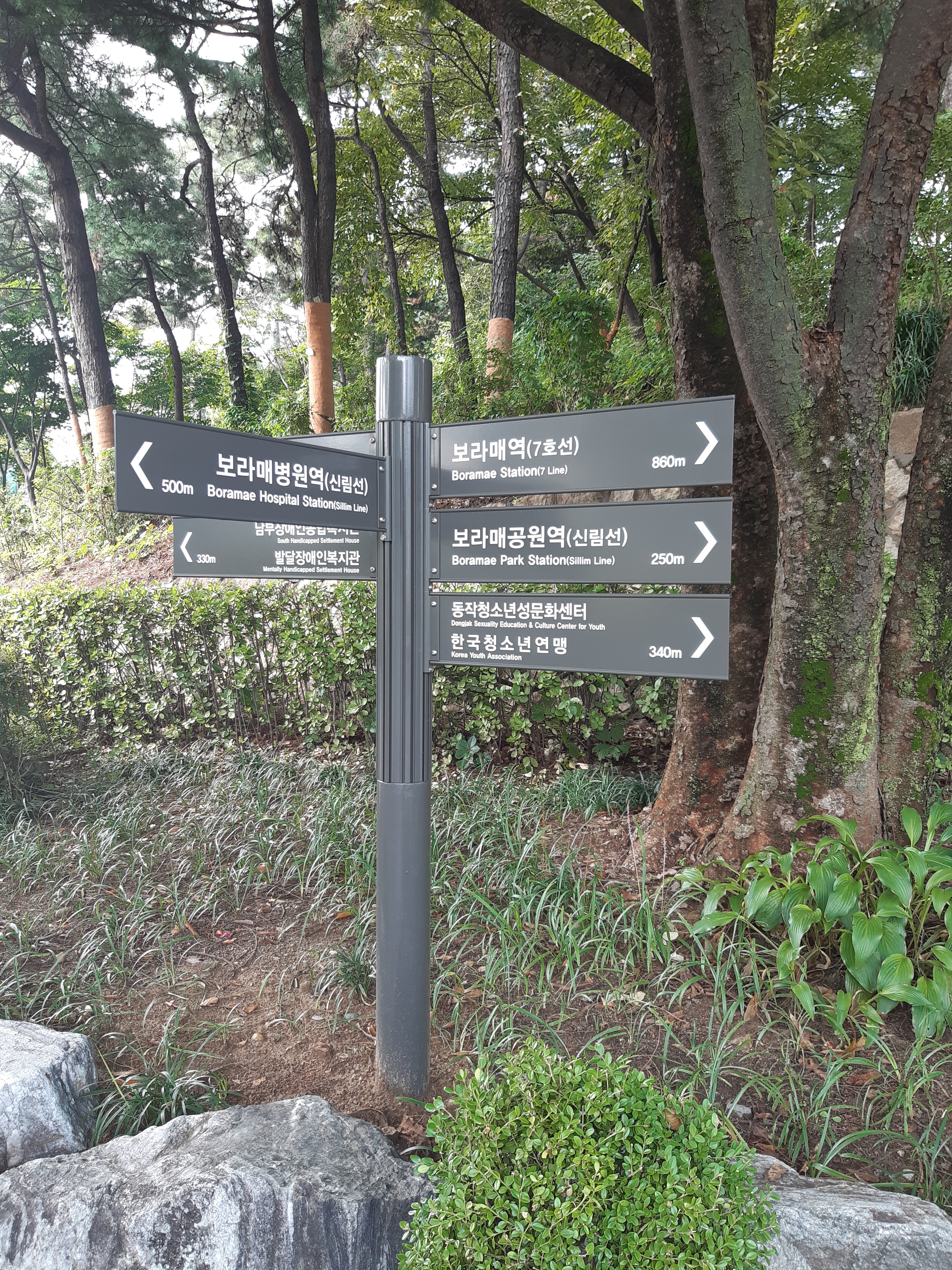
보라매공원의 표지판
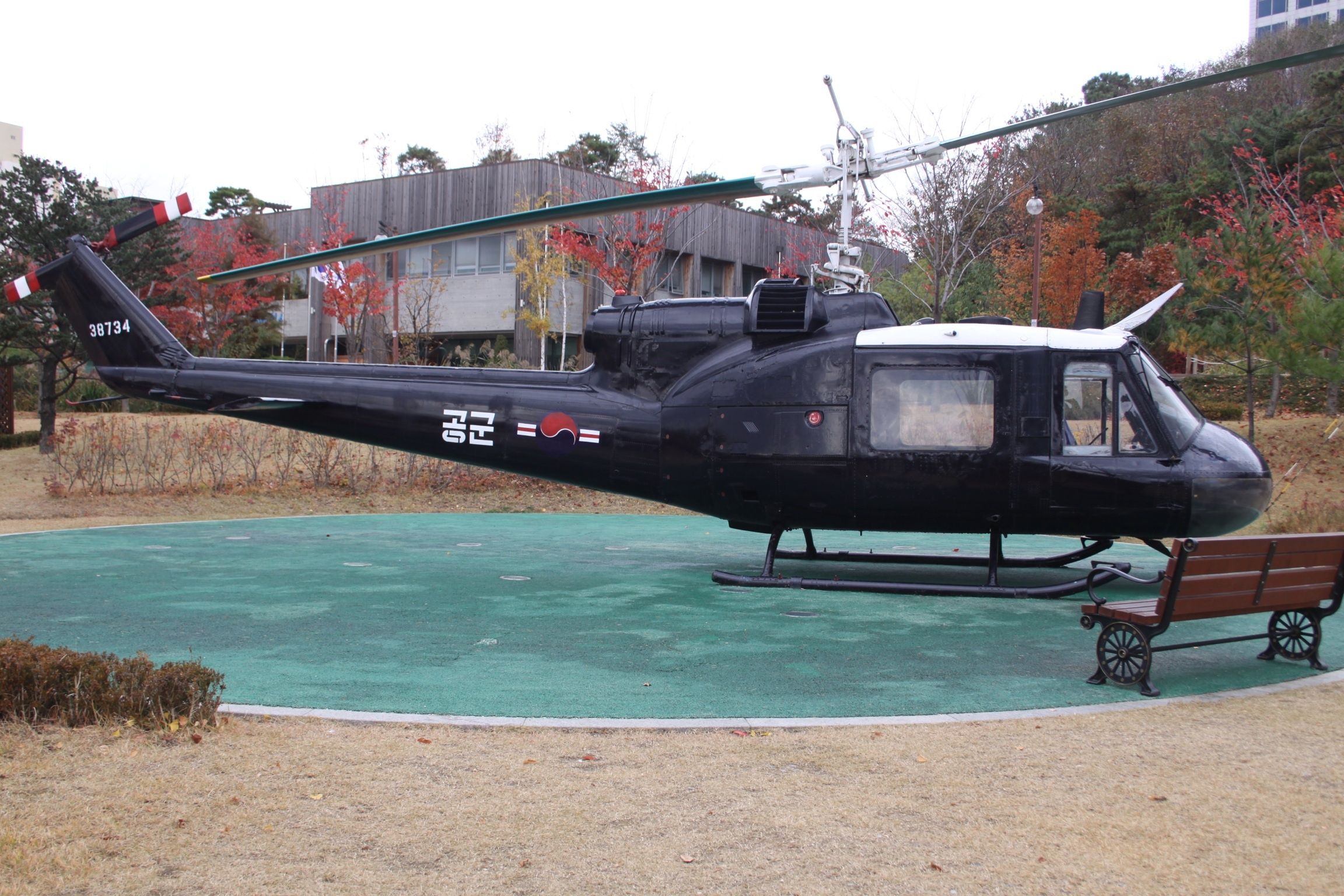
'에어파크'에 전시된 옛 공군의 헬리콥터 '벨 204'
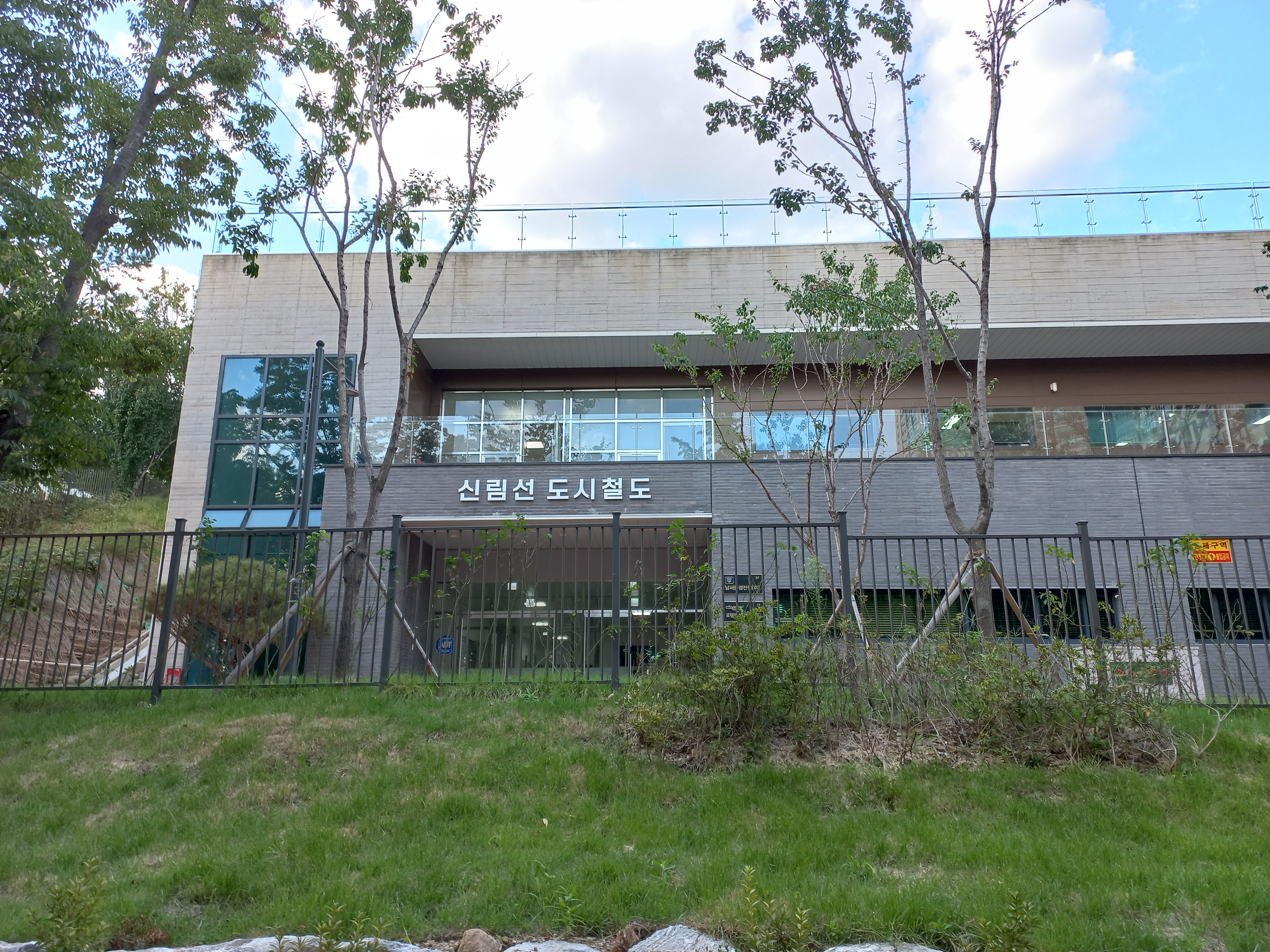
보라매차량사업소 건물
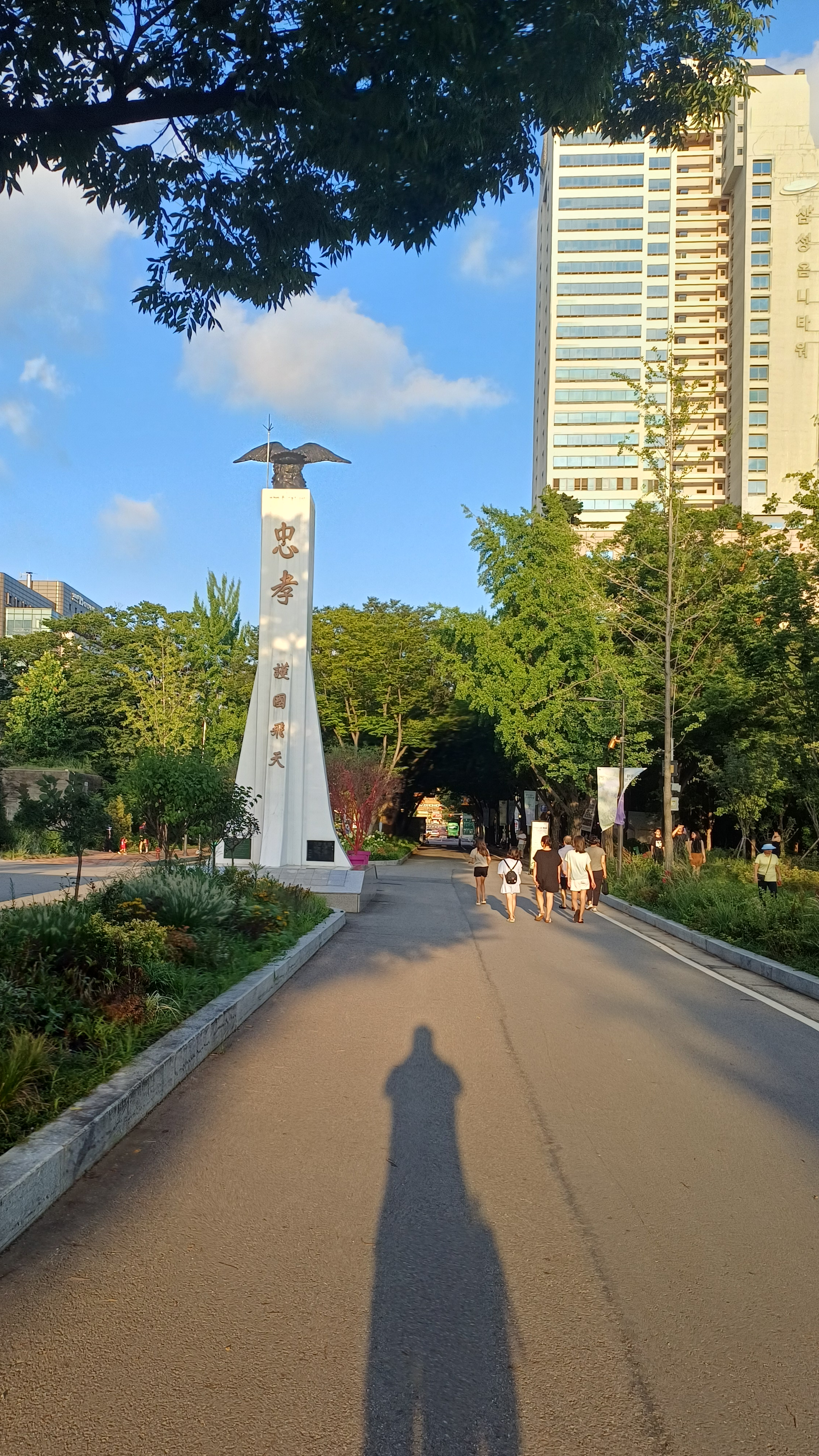
충효탑
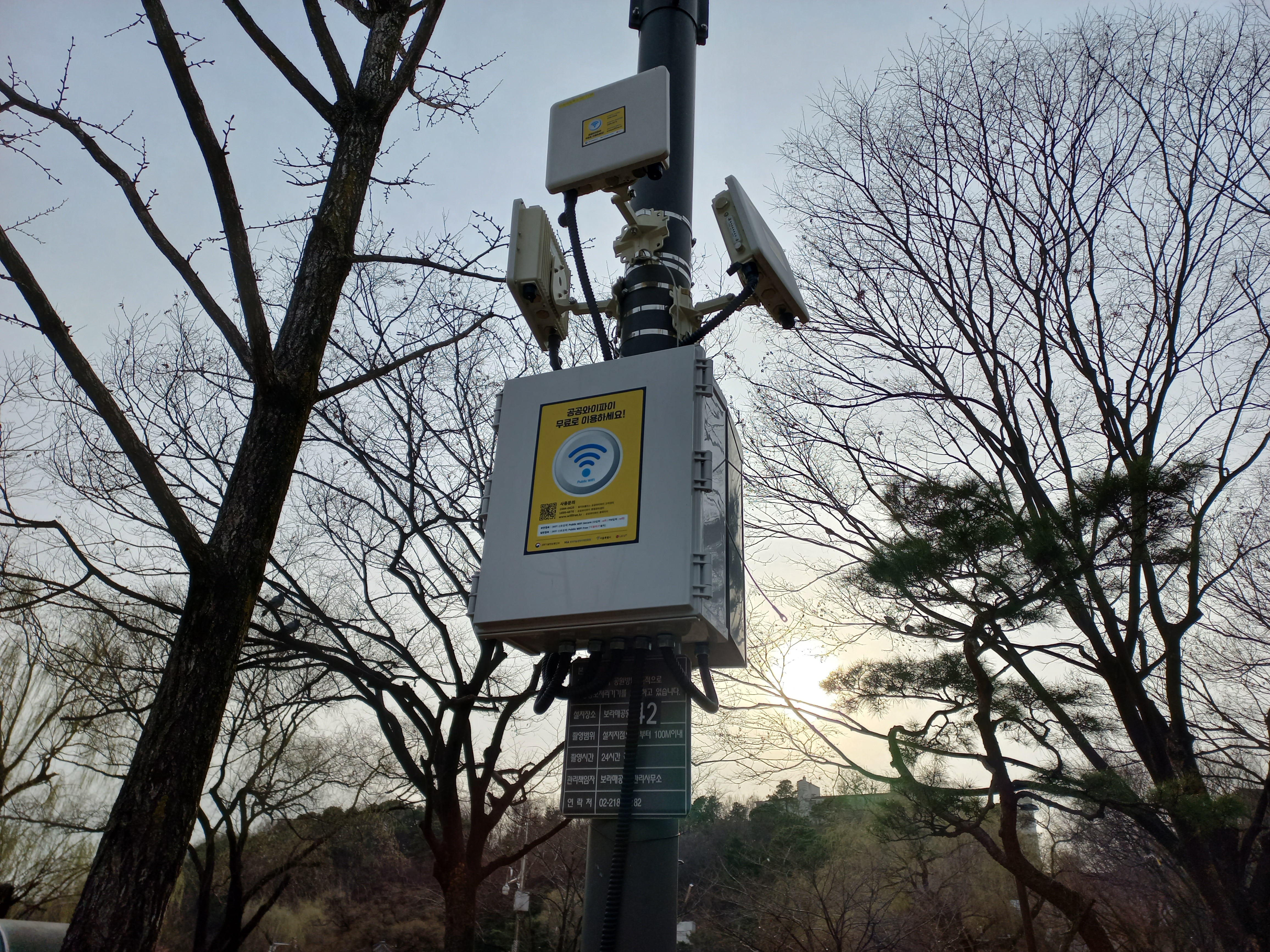
와이파이 공유기
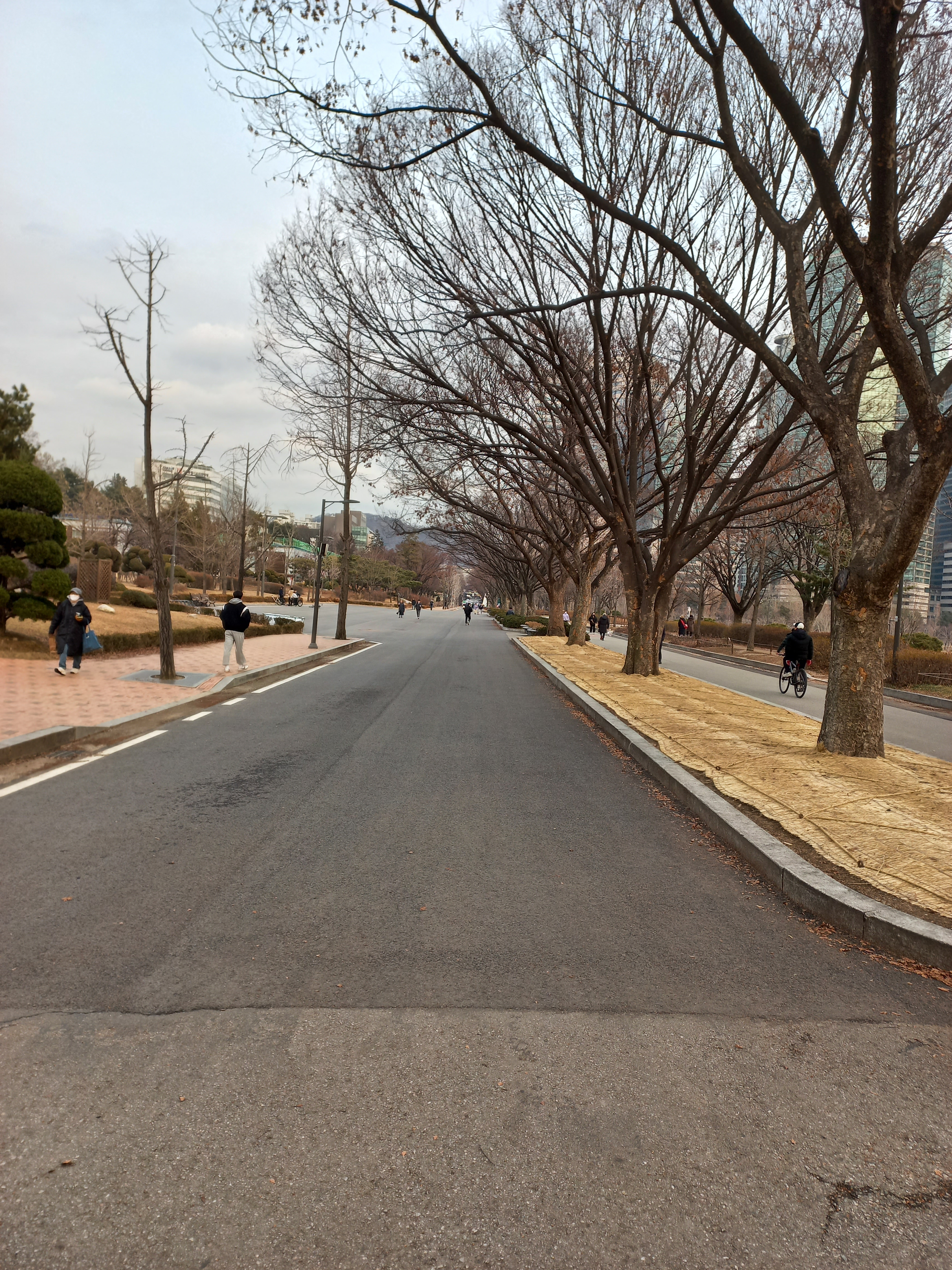
보라매병원 방향 가는길
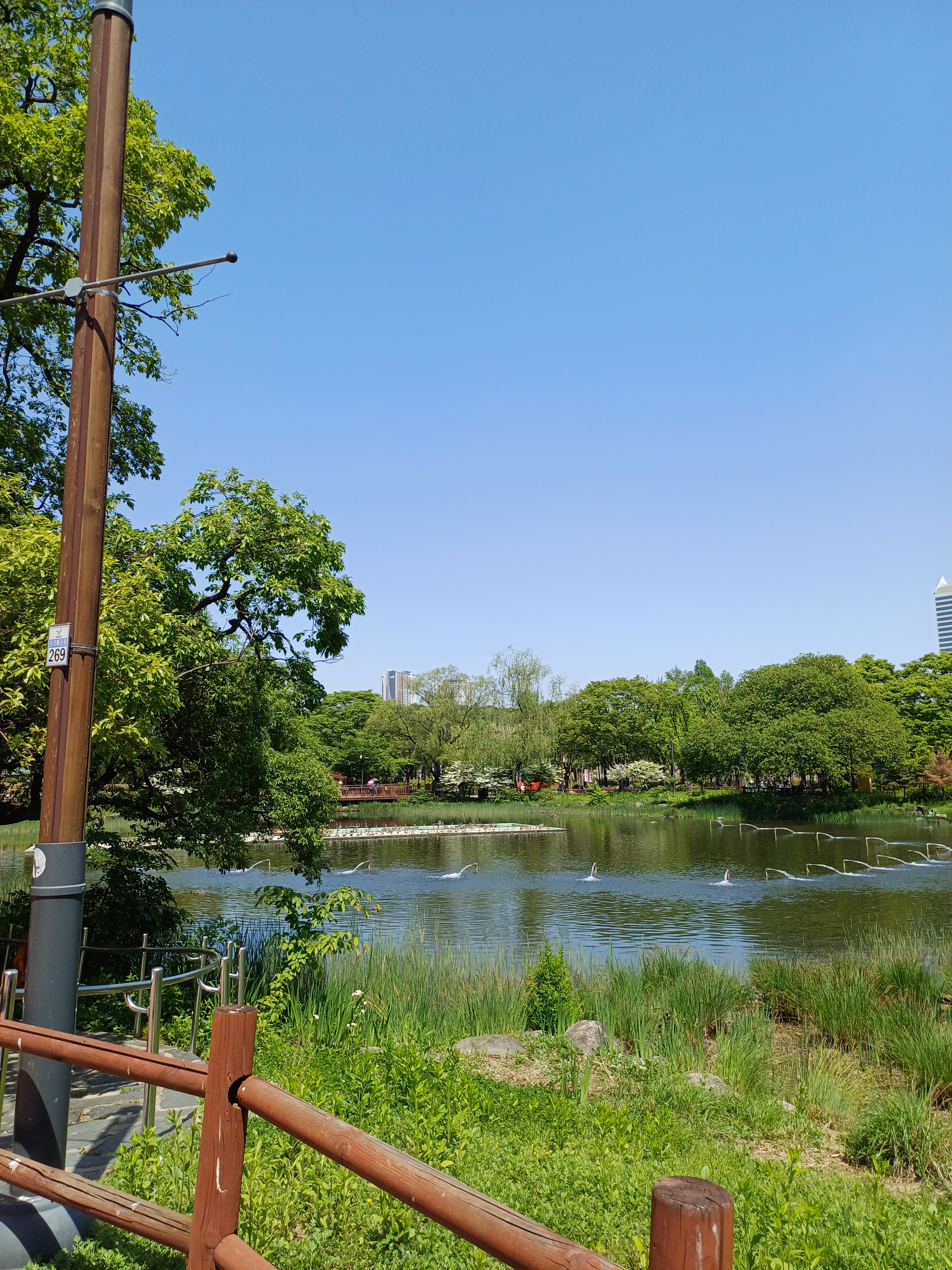
분수대
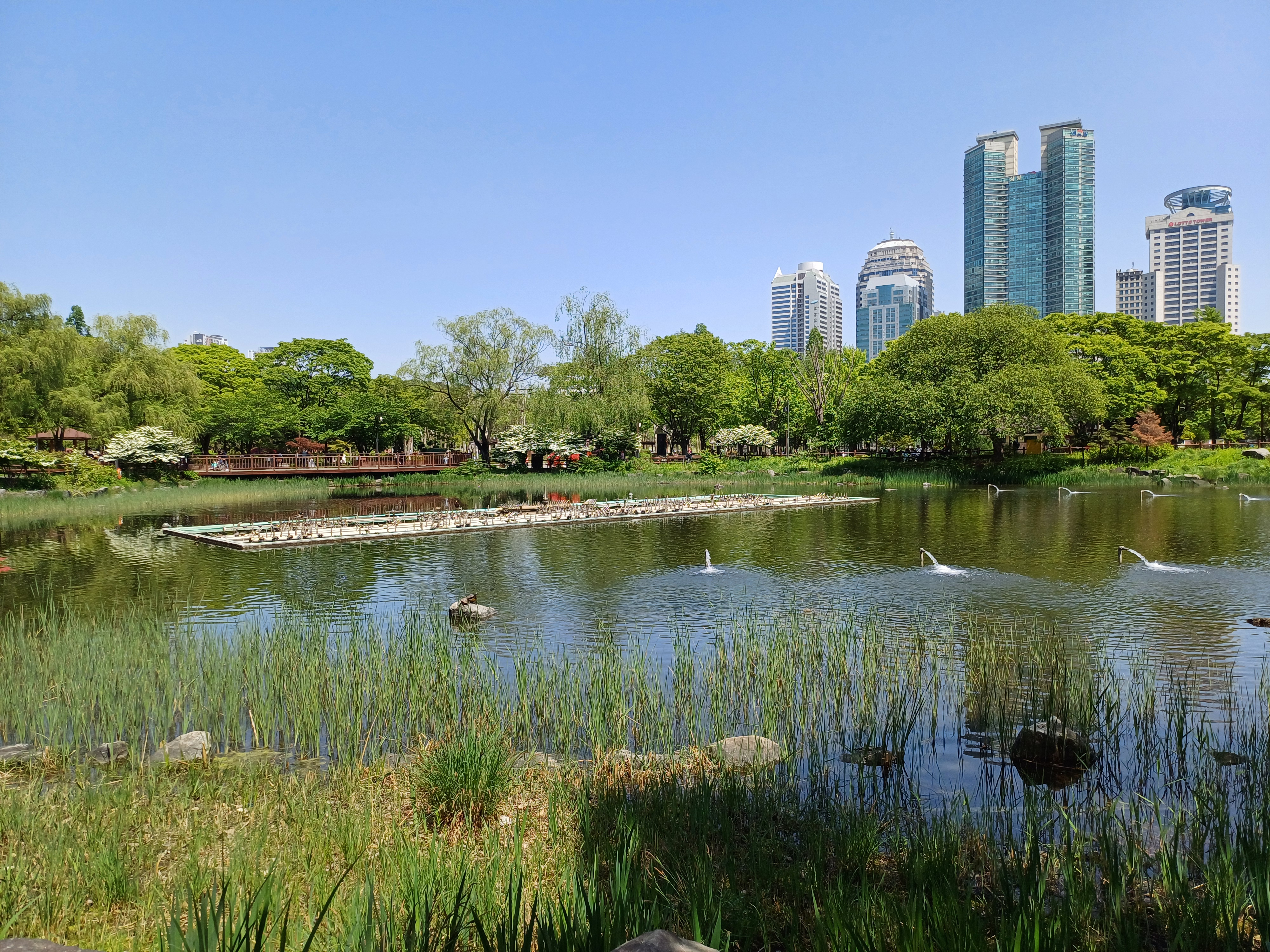
분수대 2
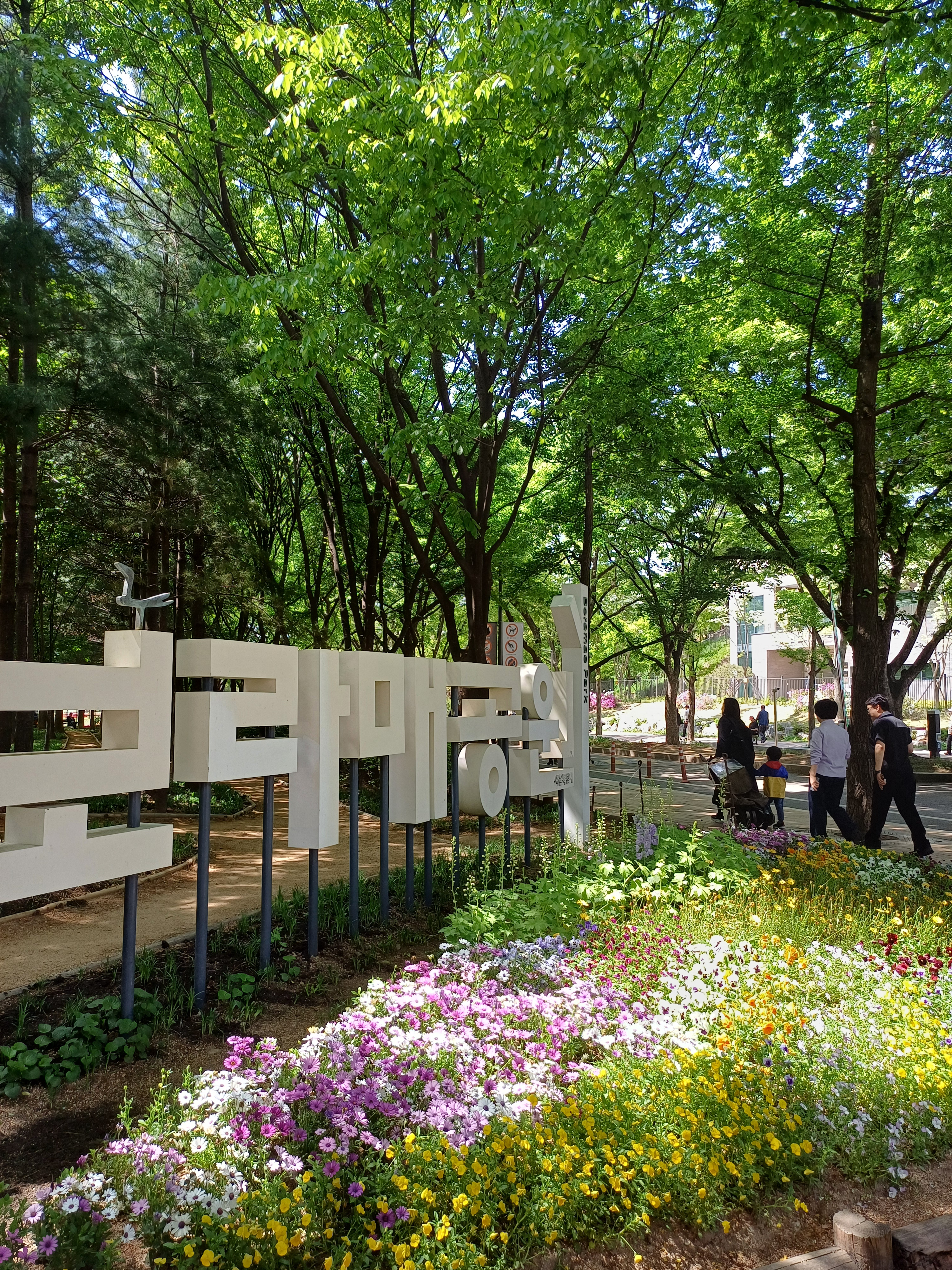
동문입구
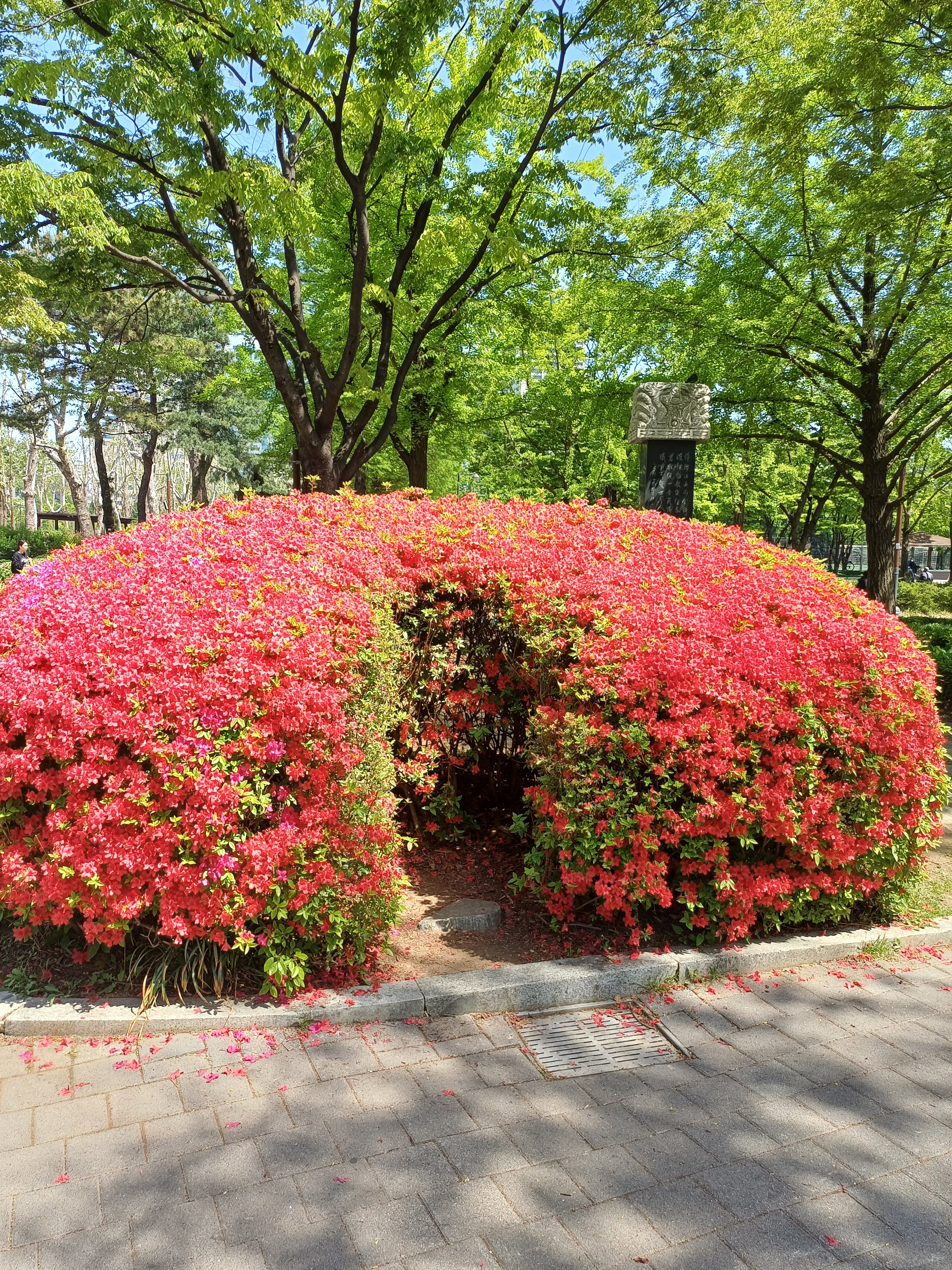
철쭉
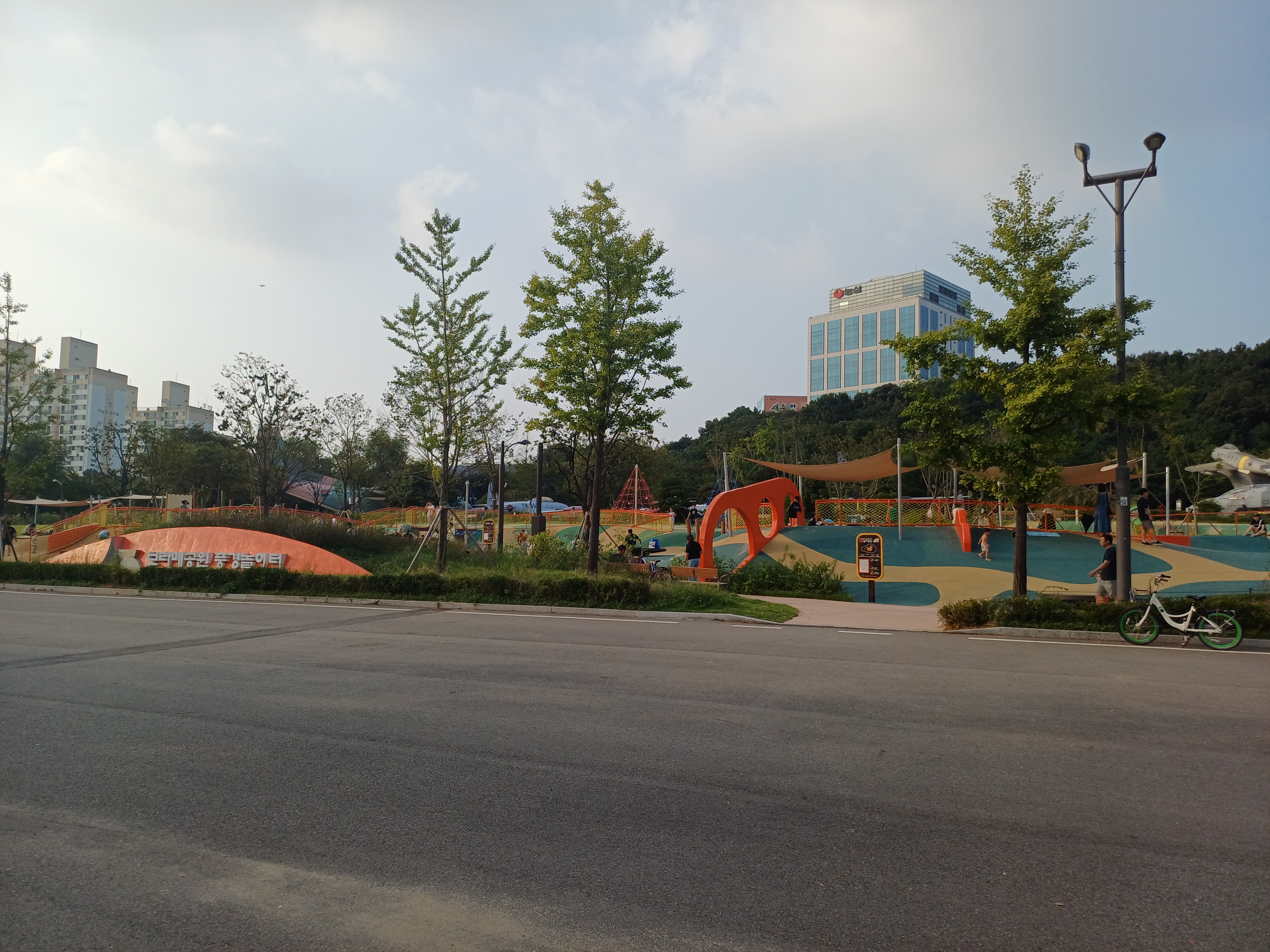
풍경놀이터
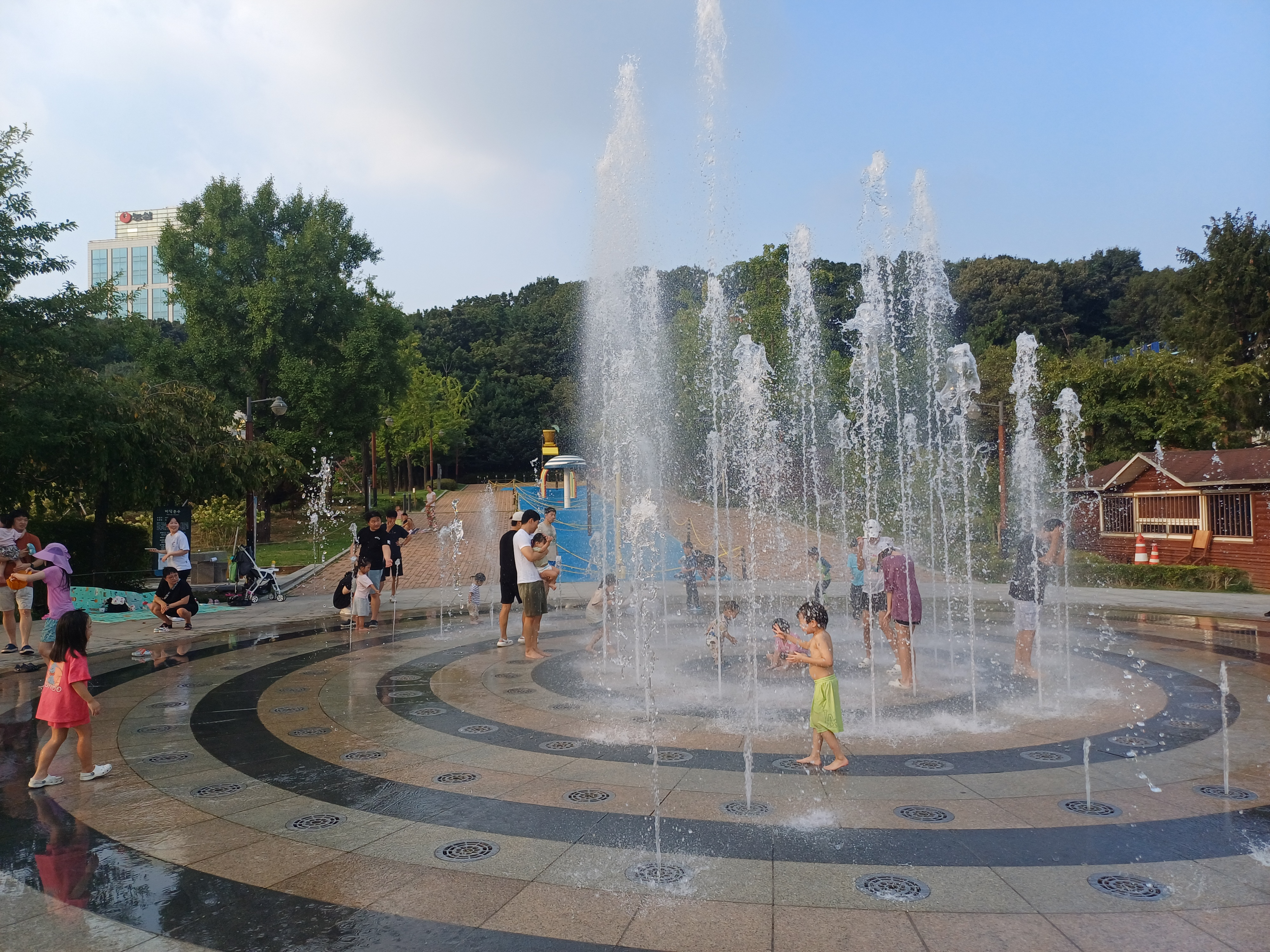
분수대3
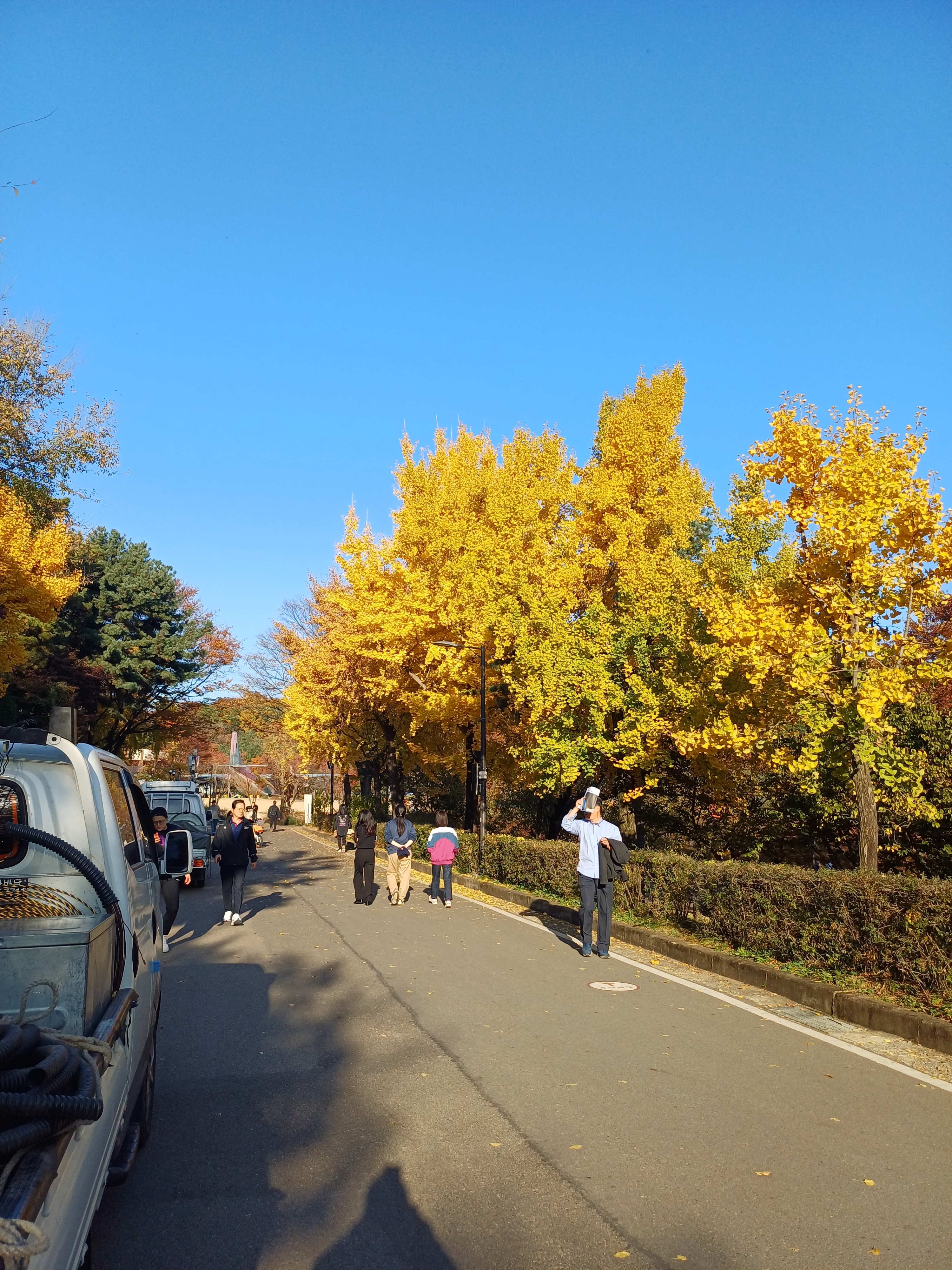
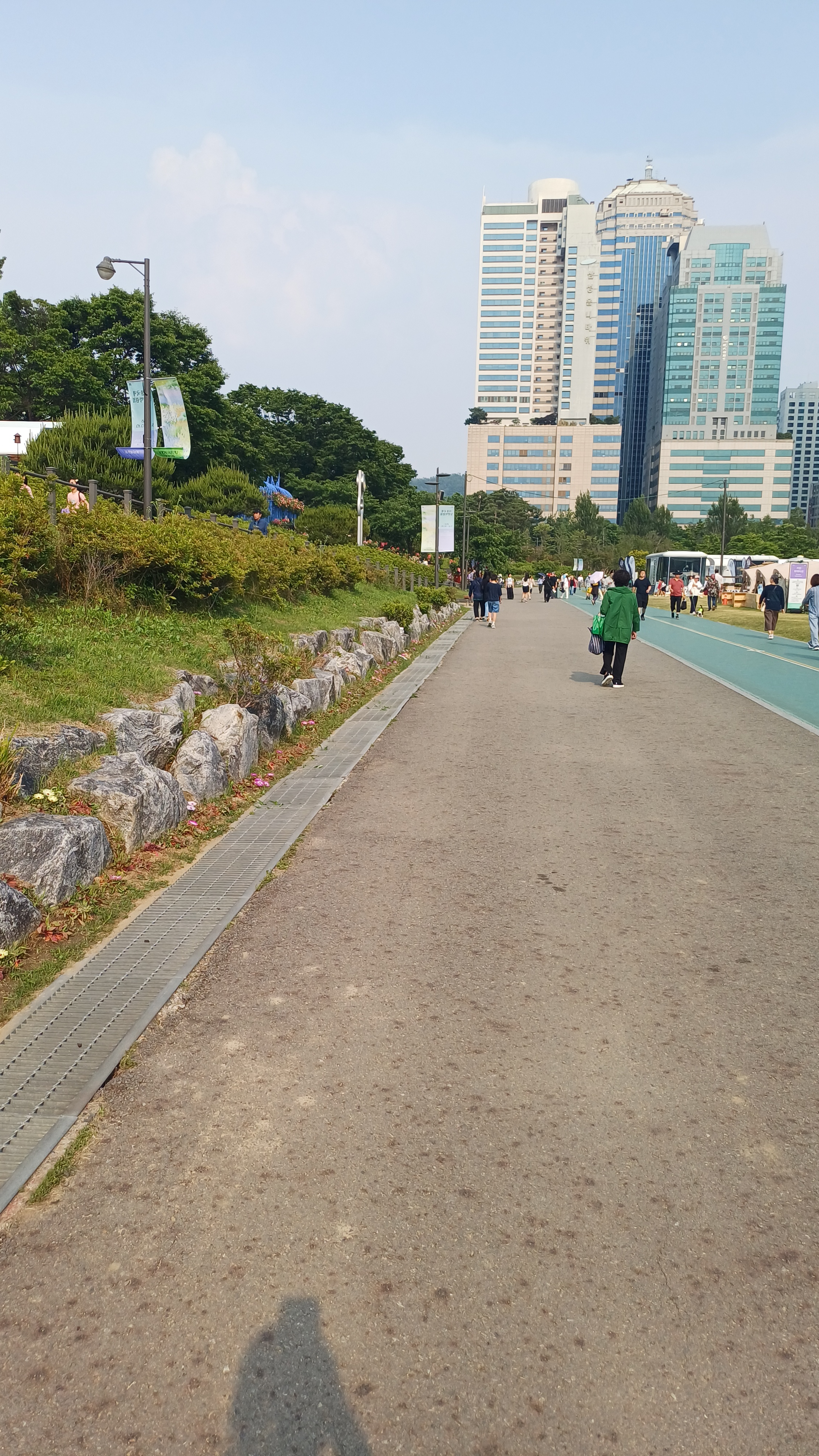
잔디광장 1
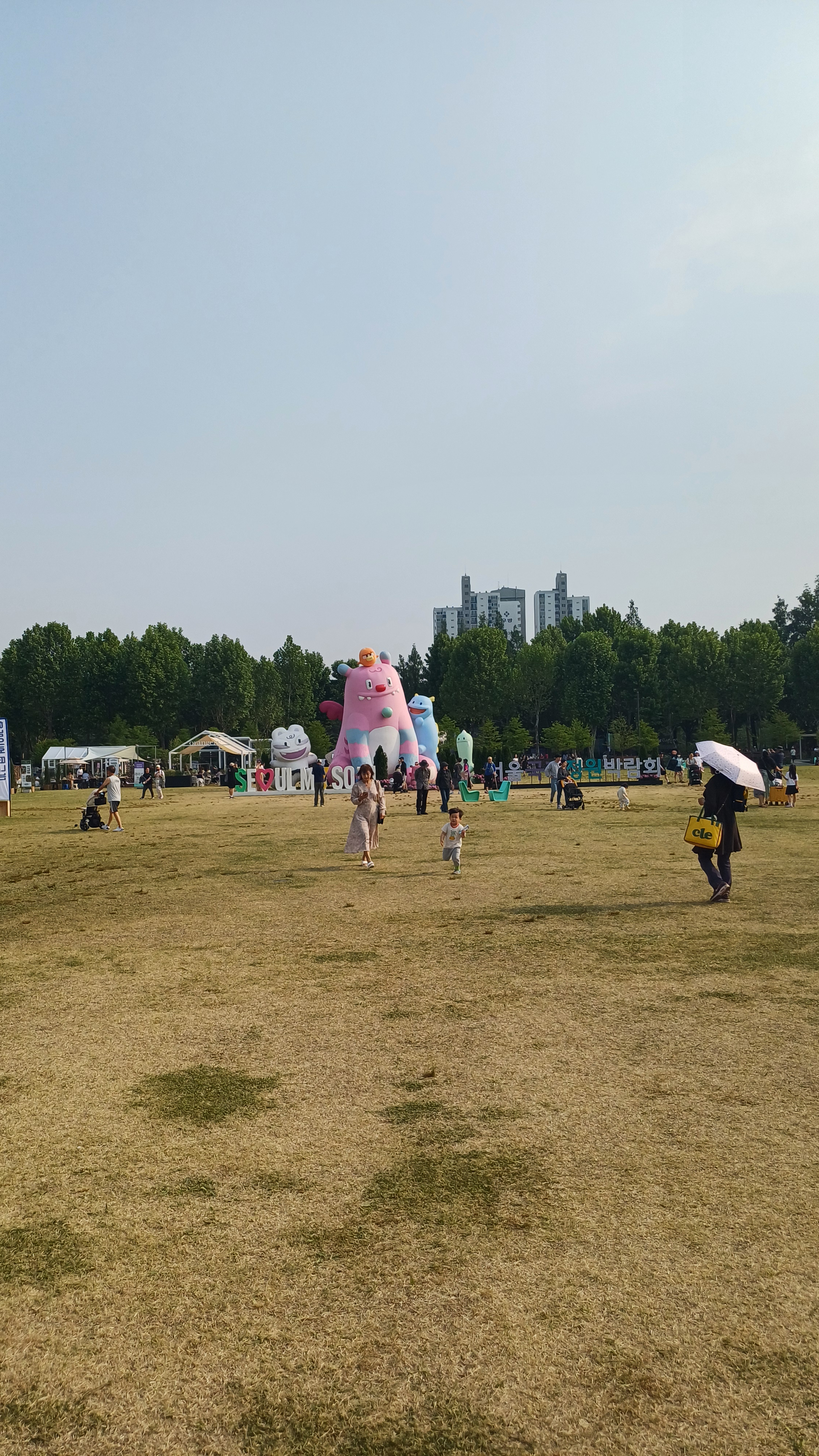
잔디광장 2
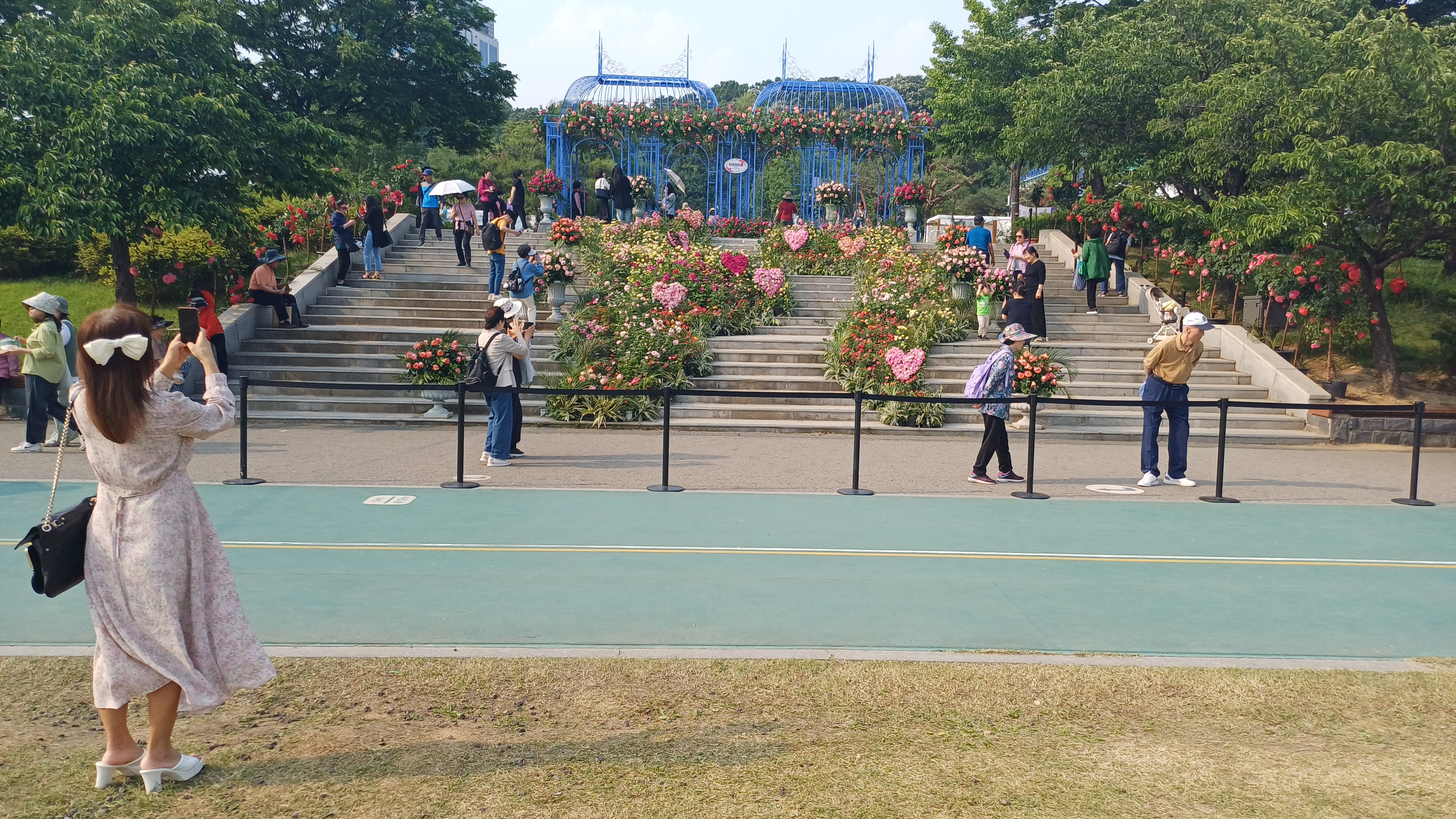
잔디광장에서 올라가는길
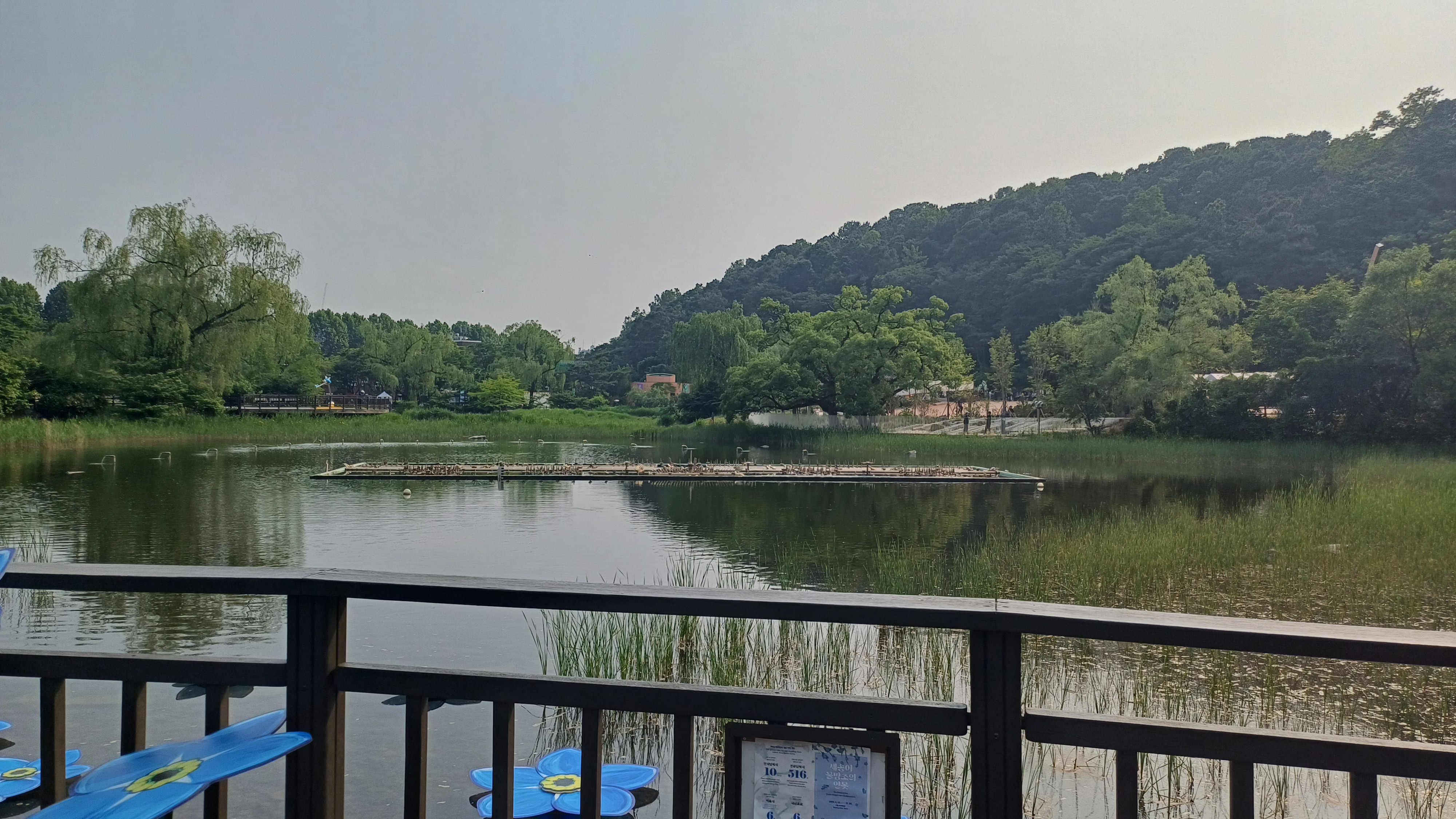
연못
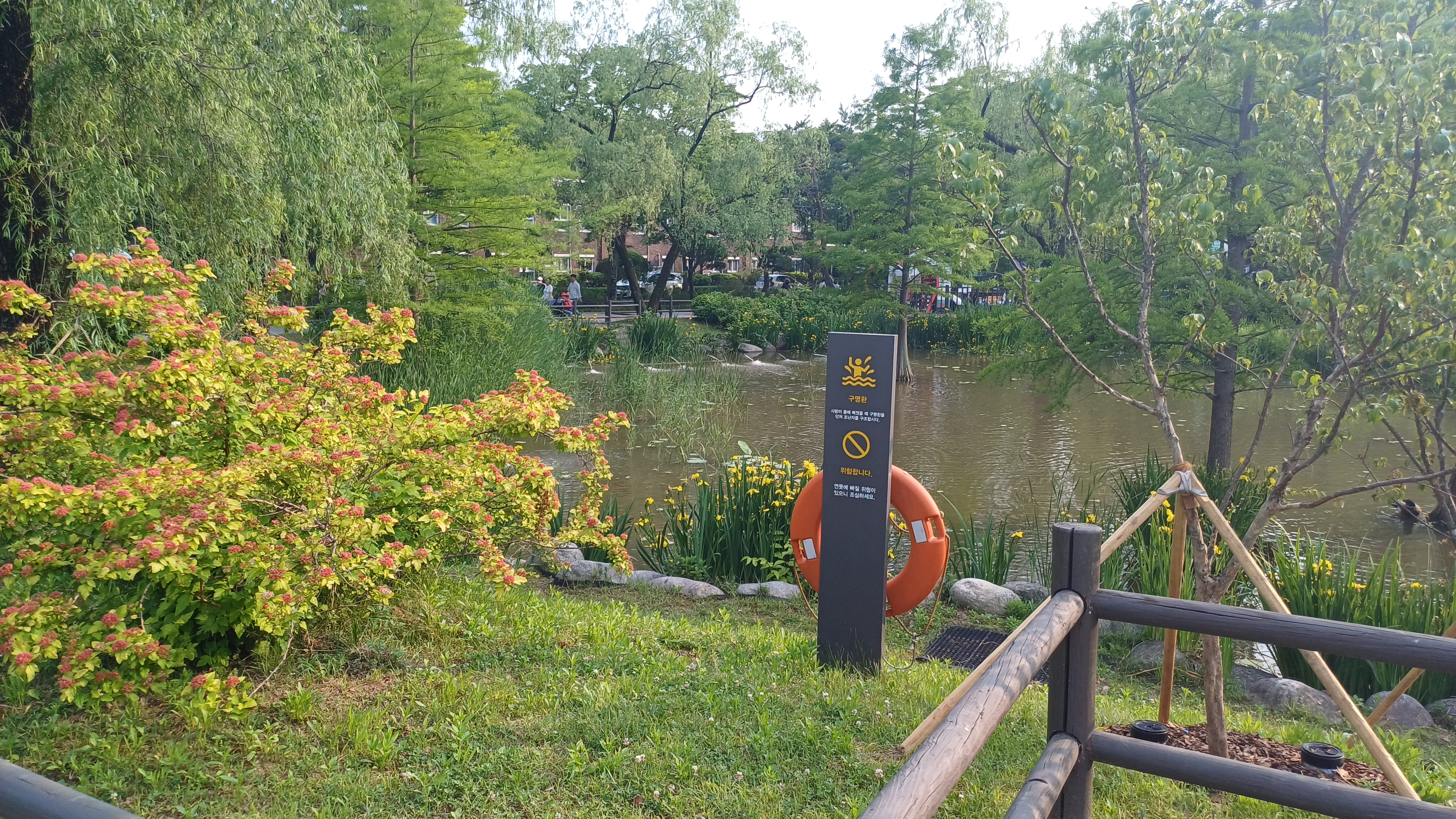
연못 2
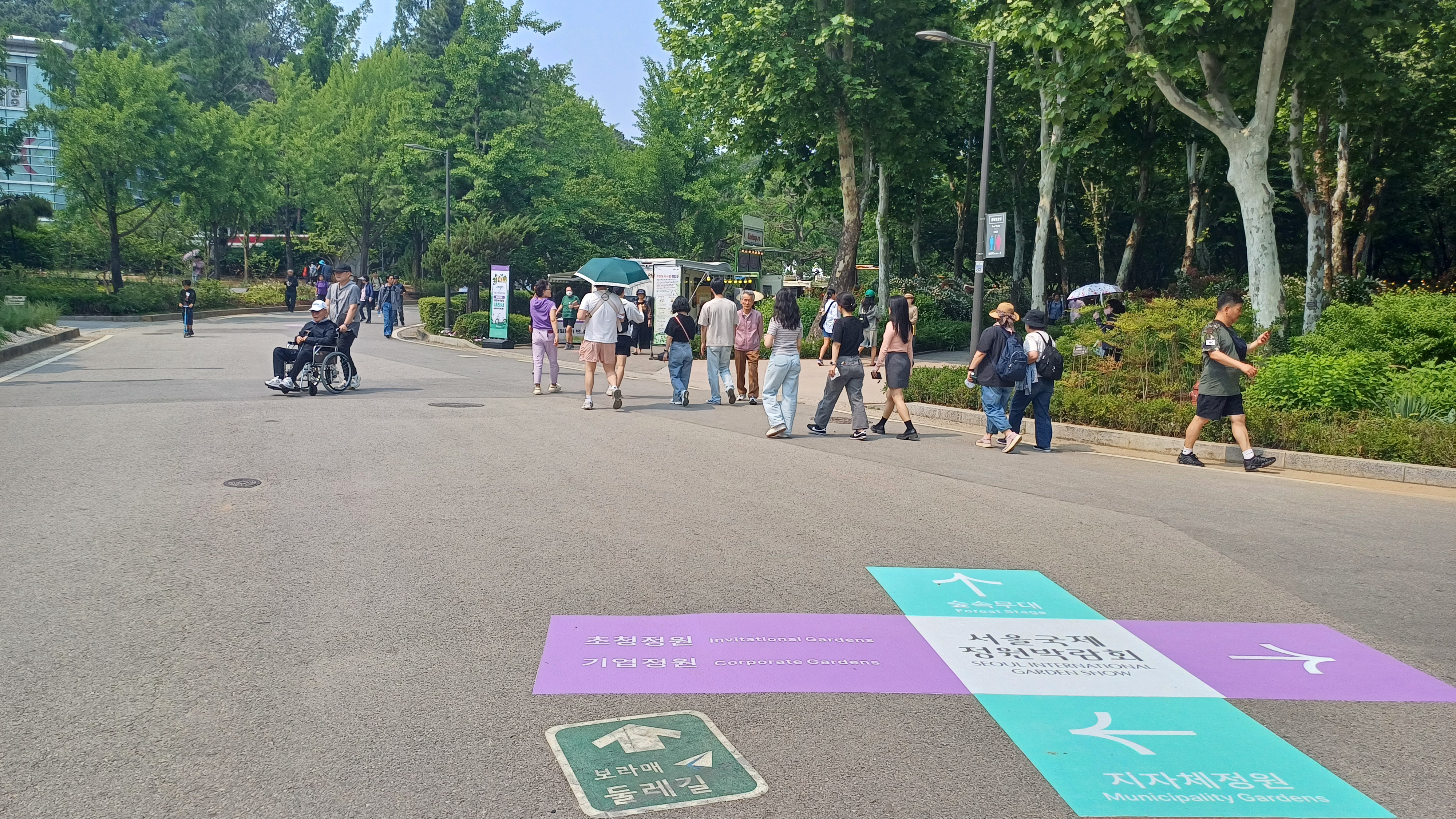
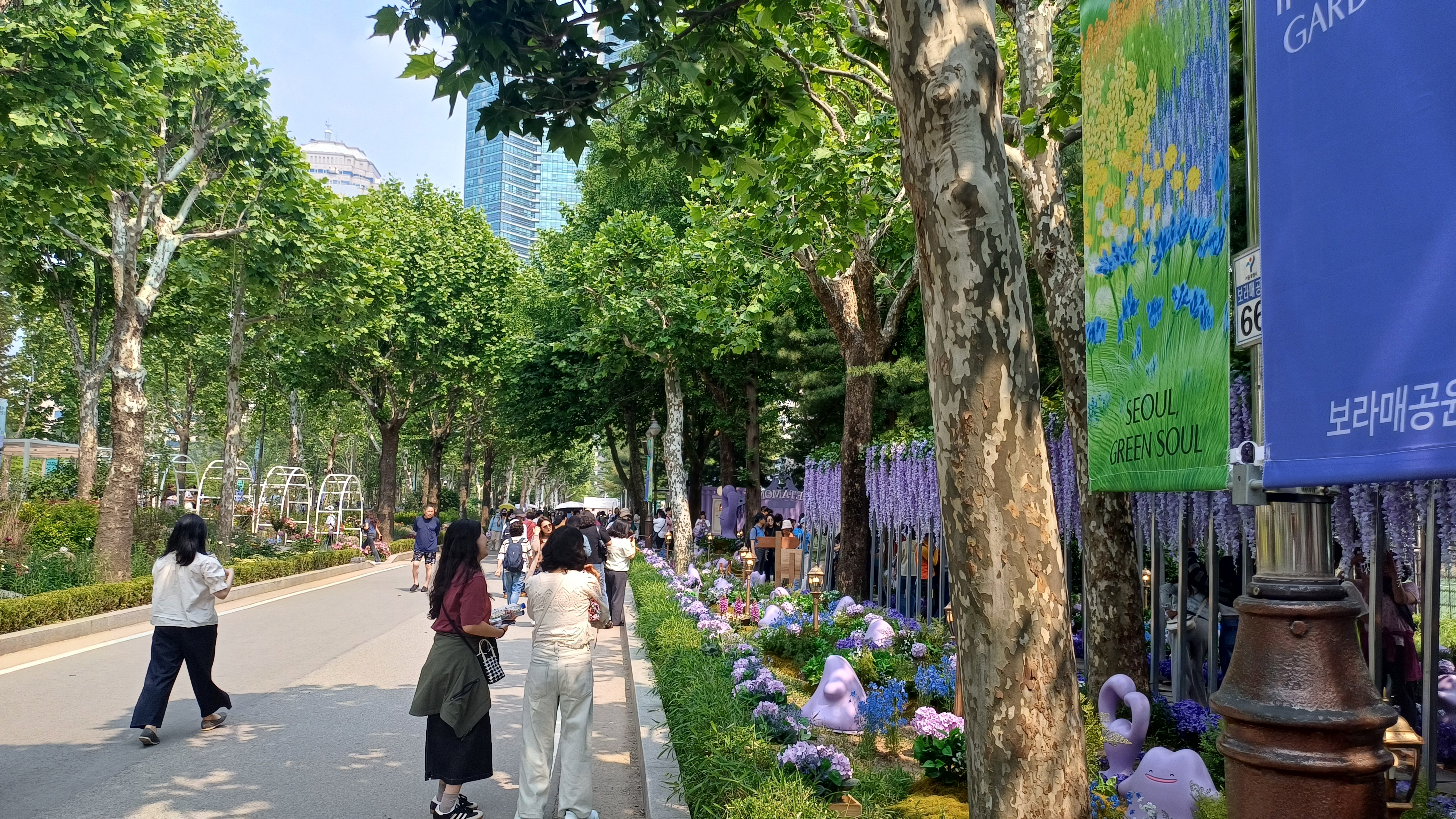
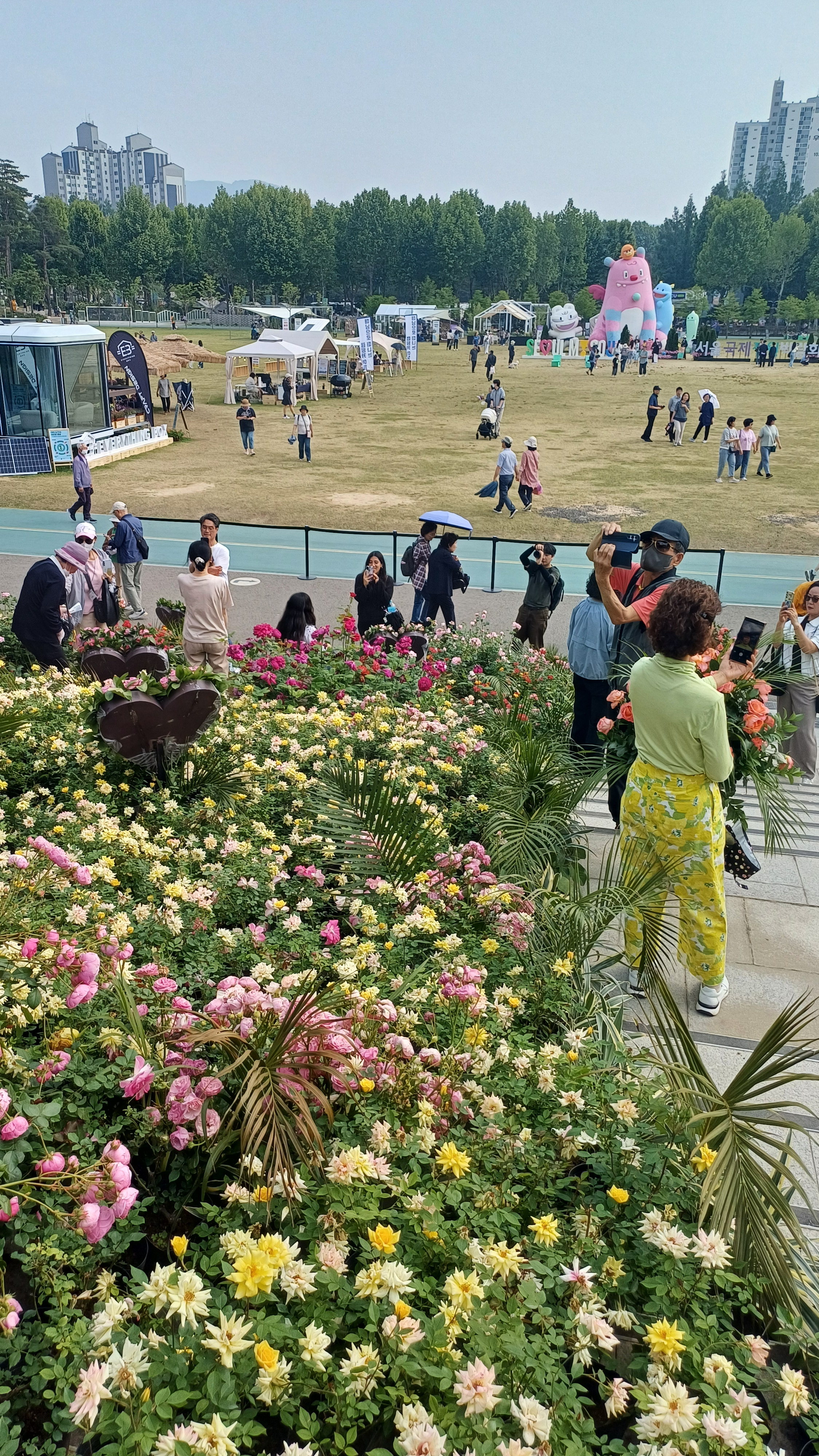
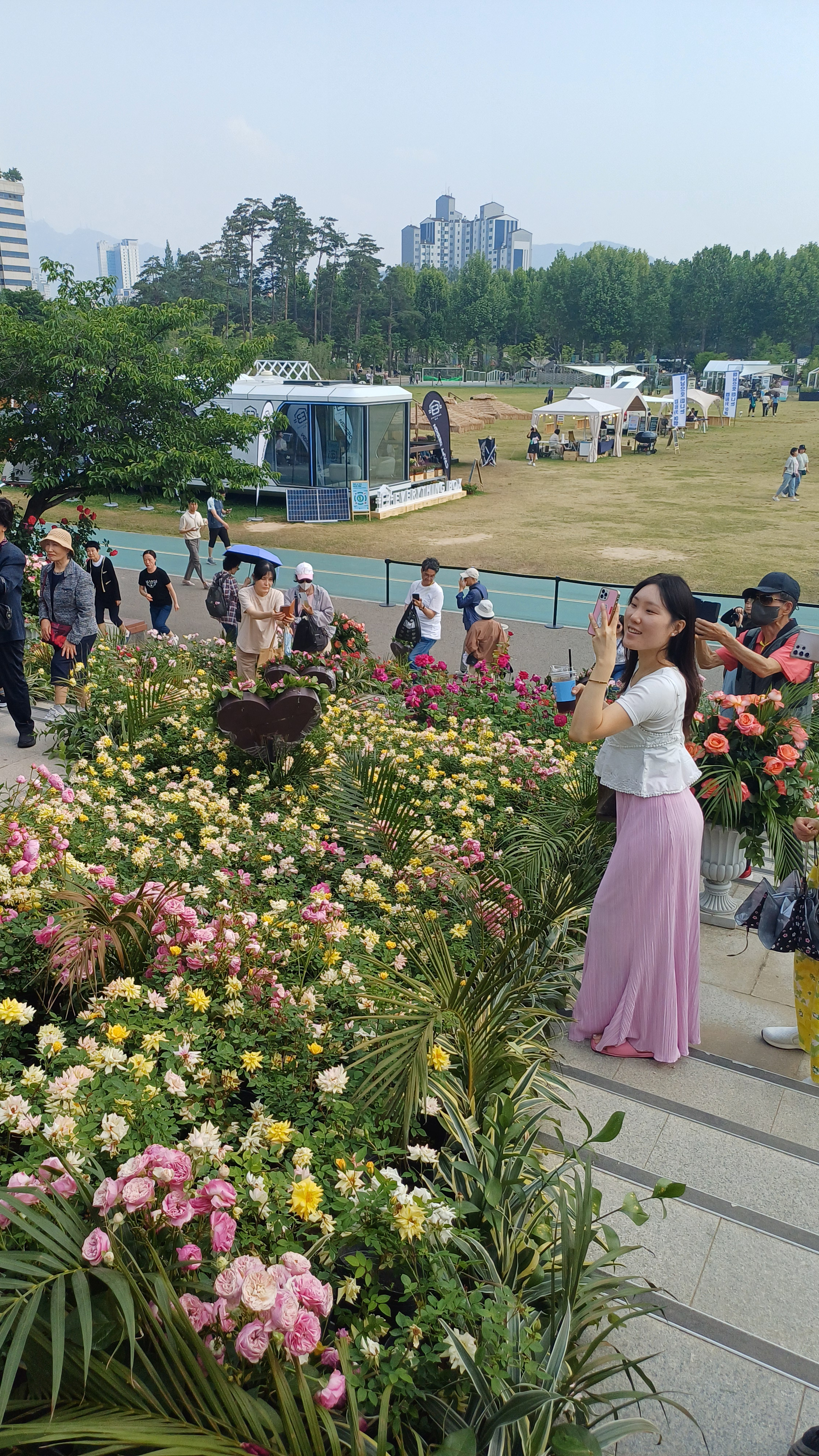
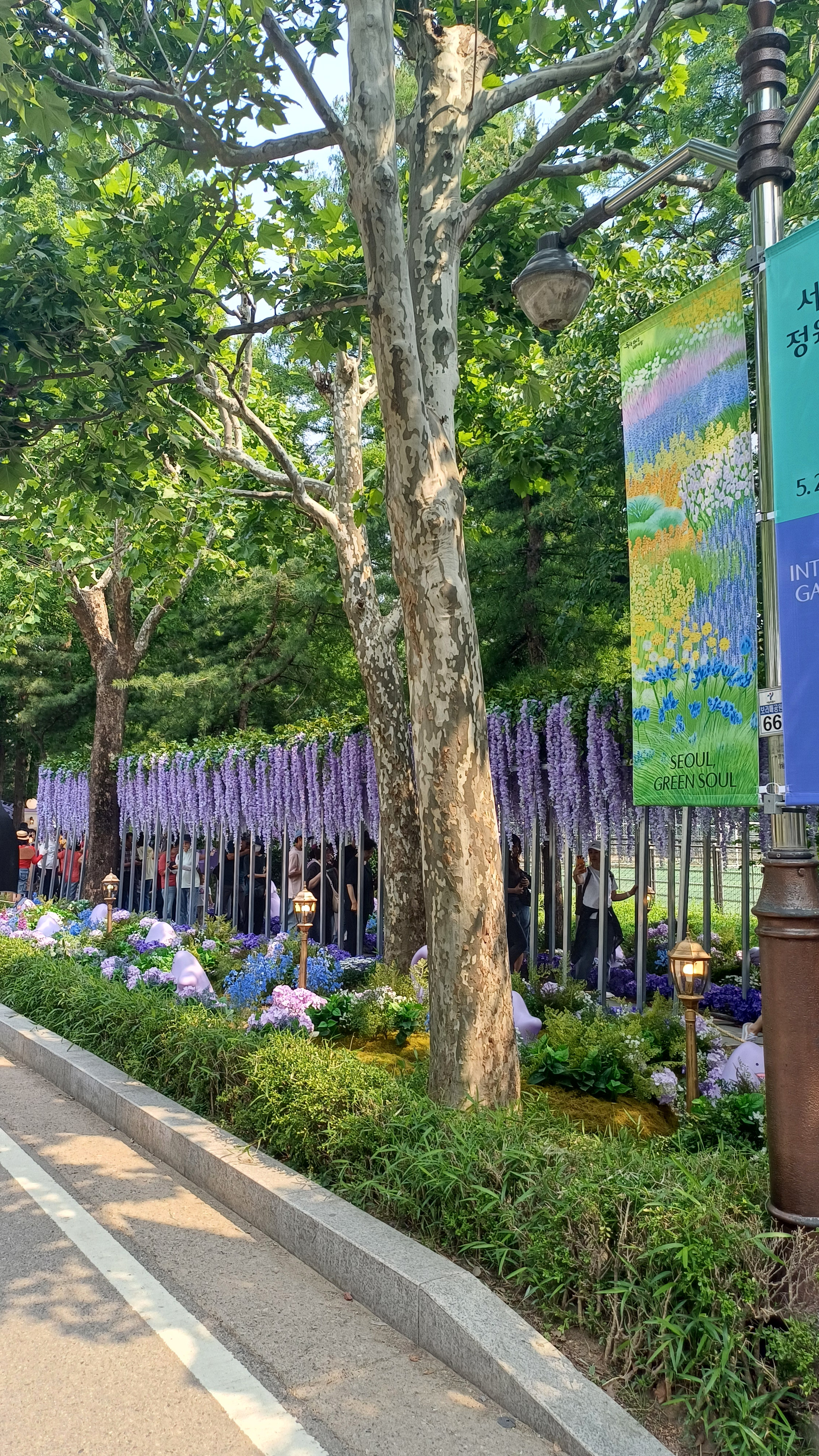
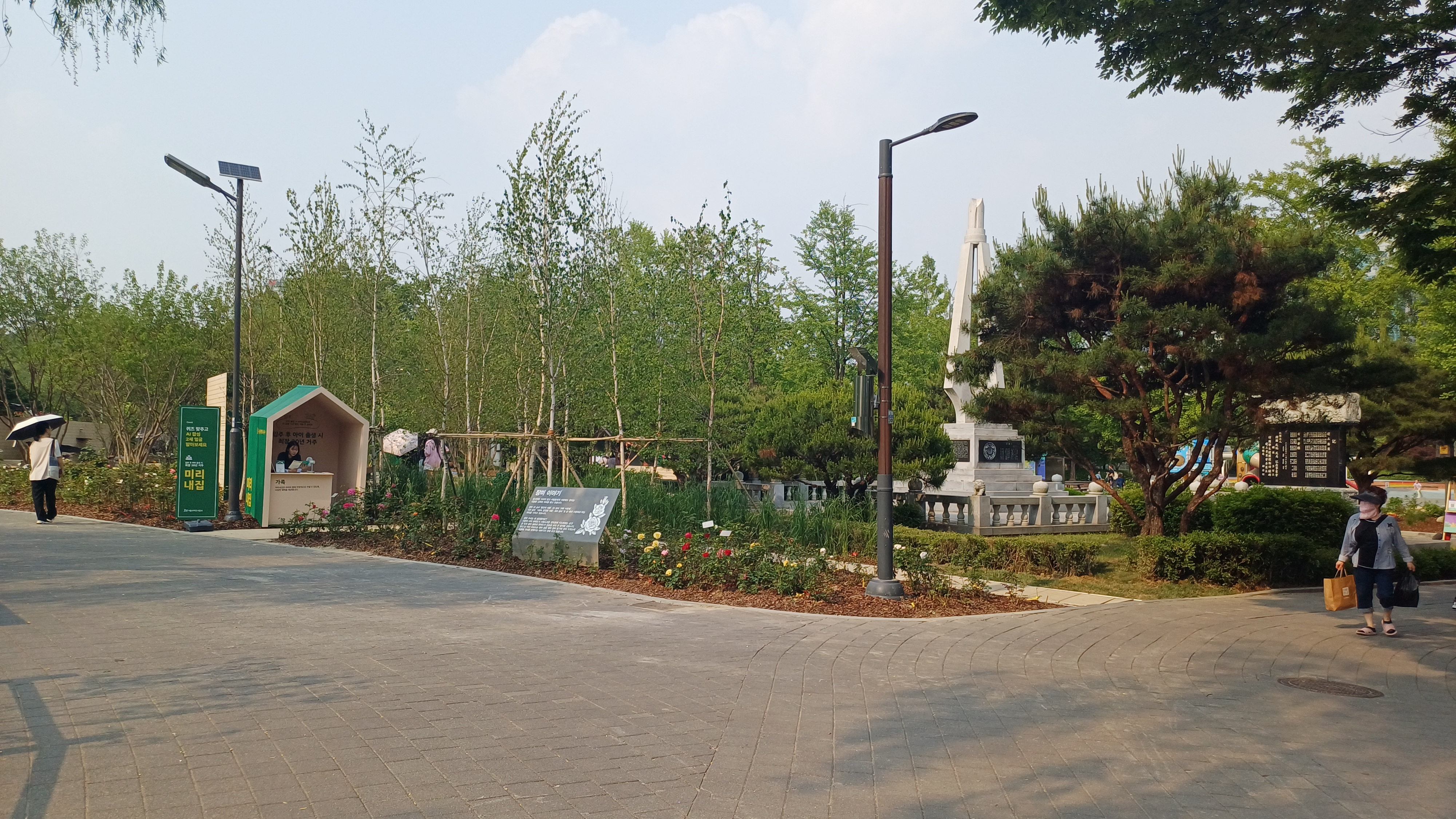
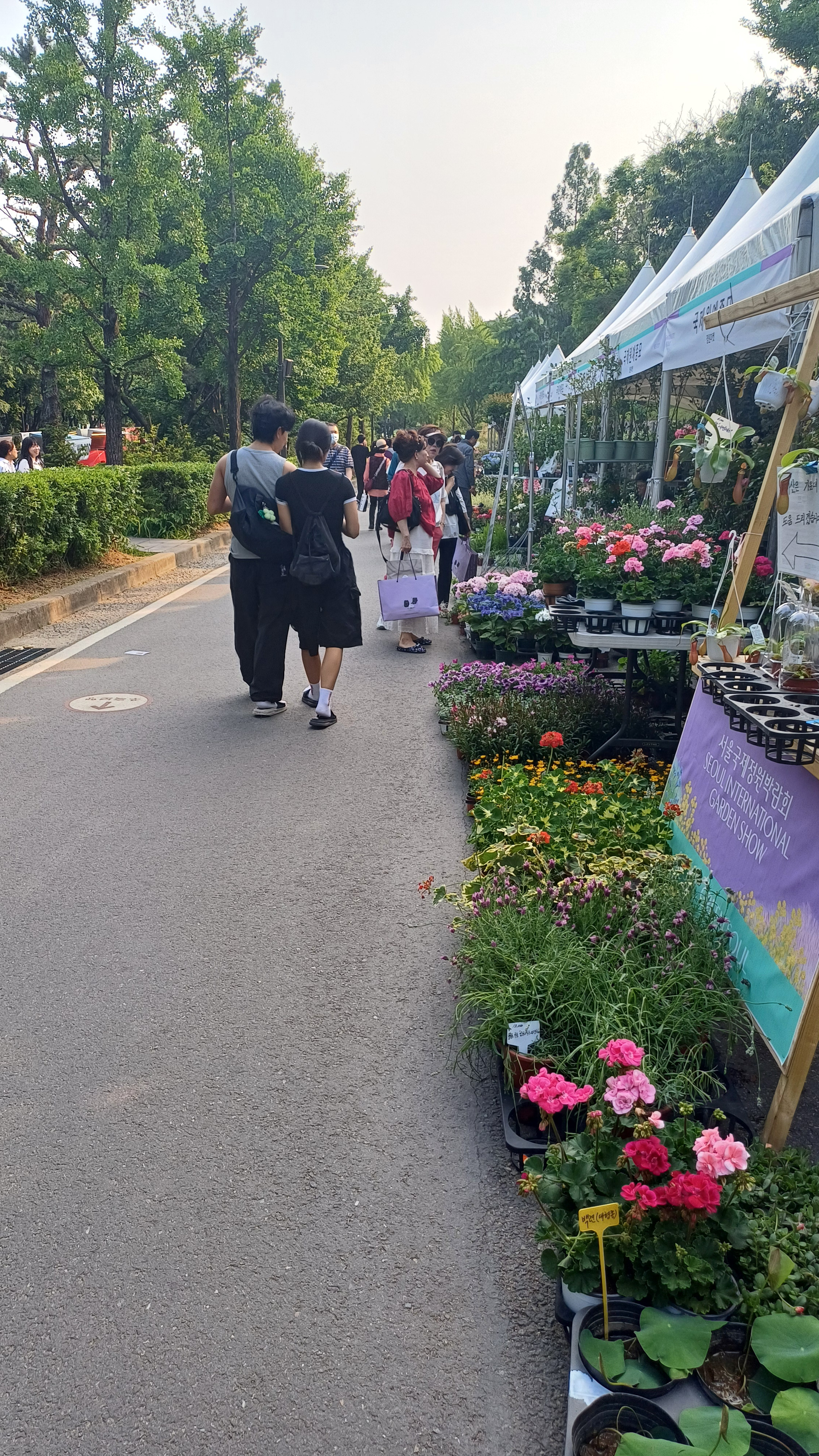
남문 방면
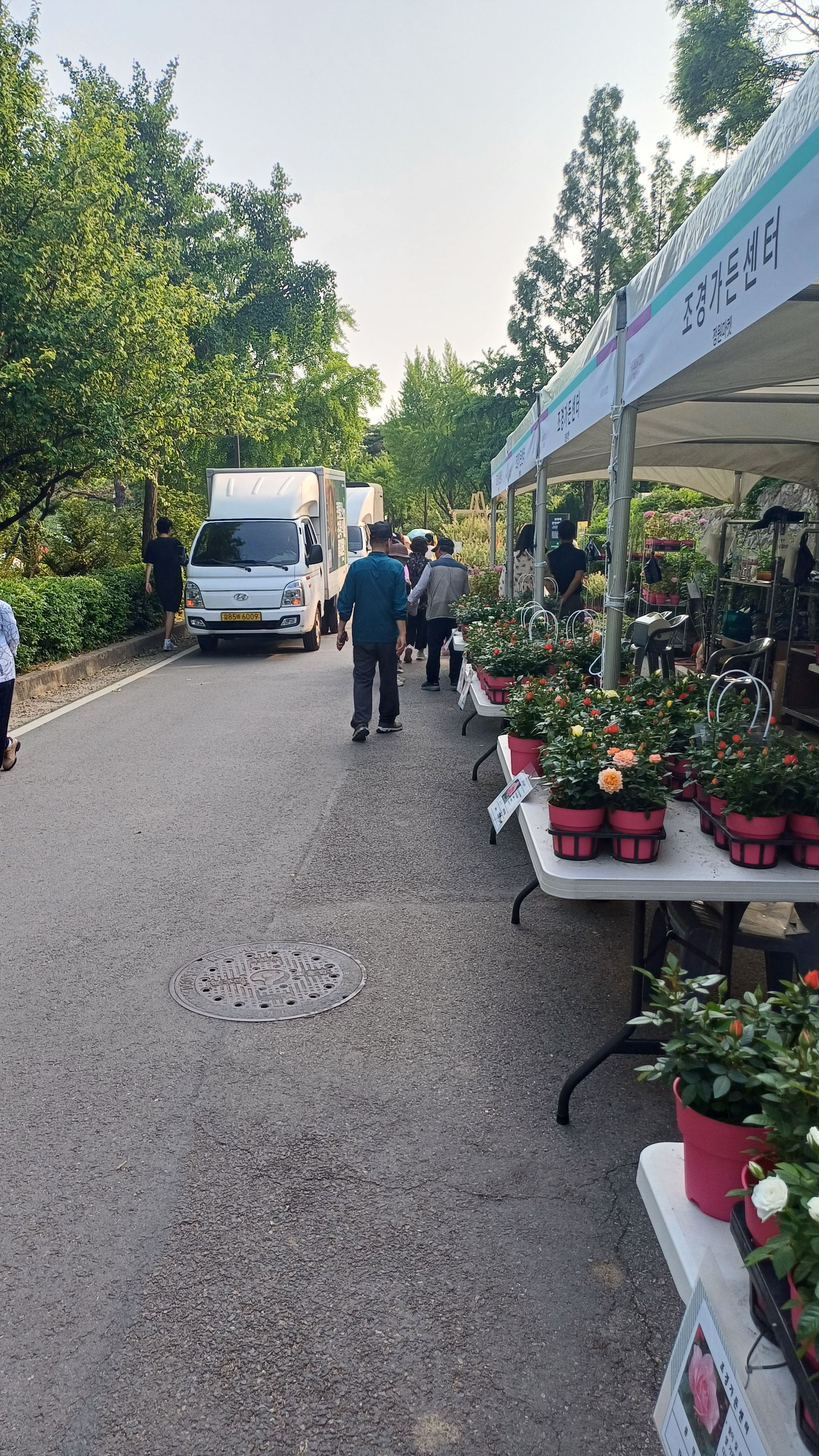
남문 방면 2
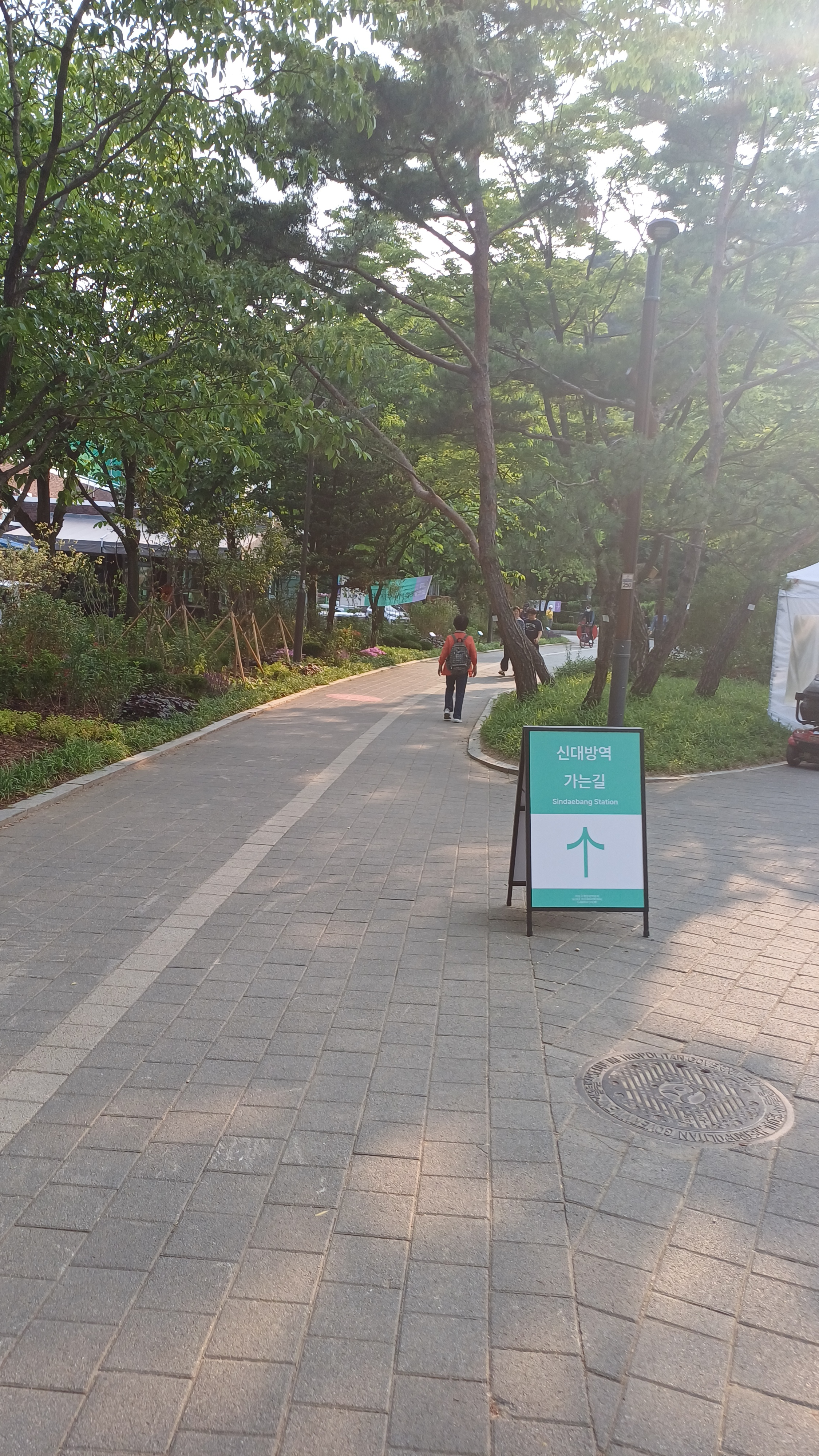
신대방역 방면
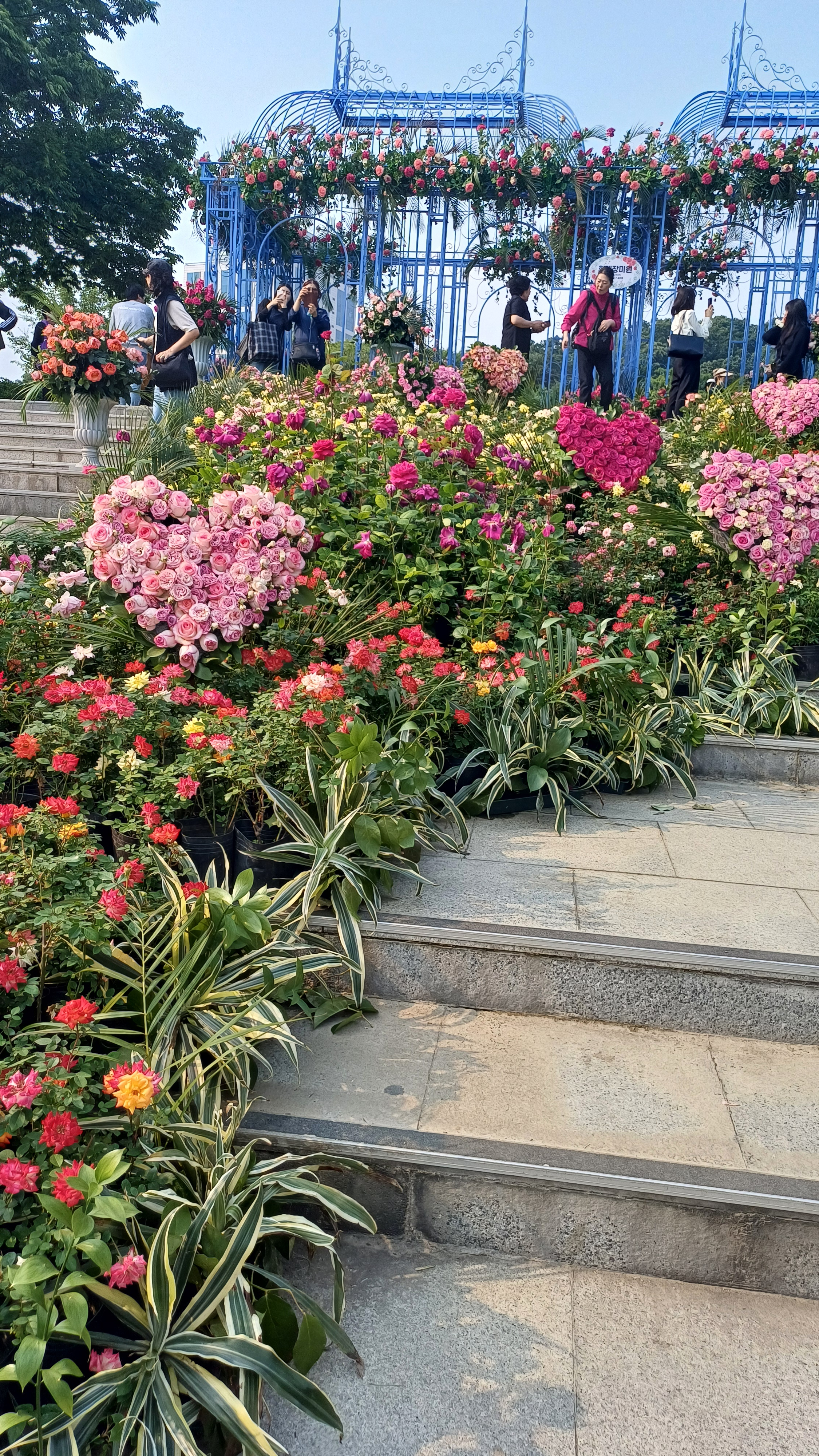
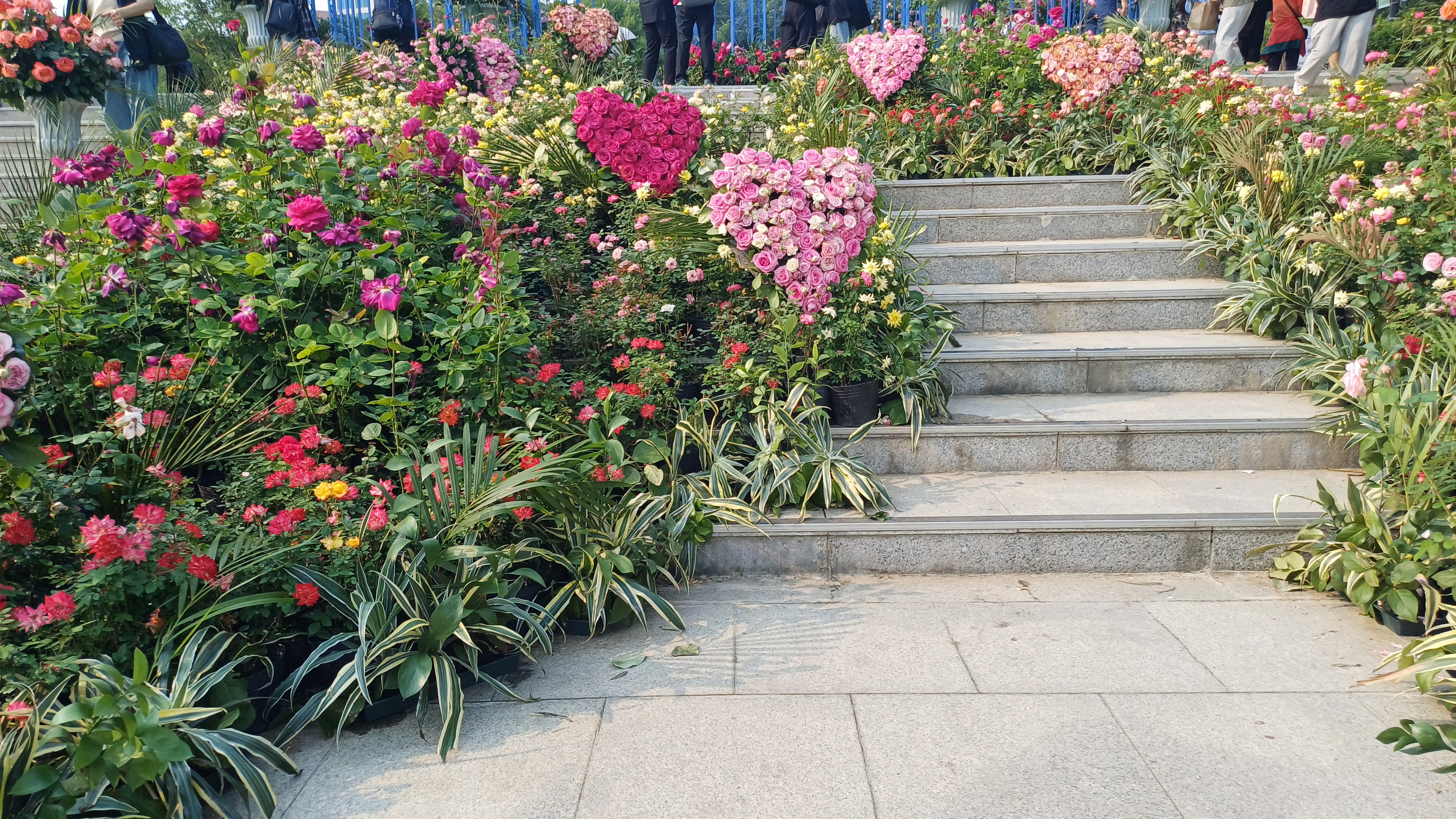
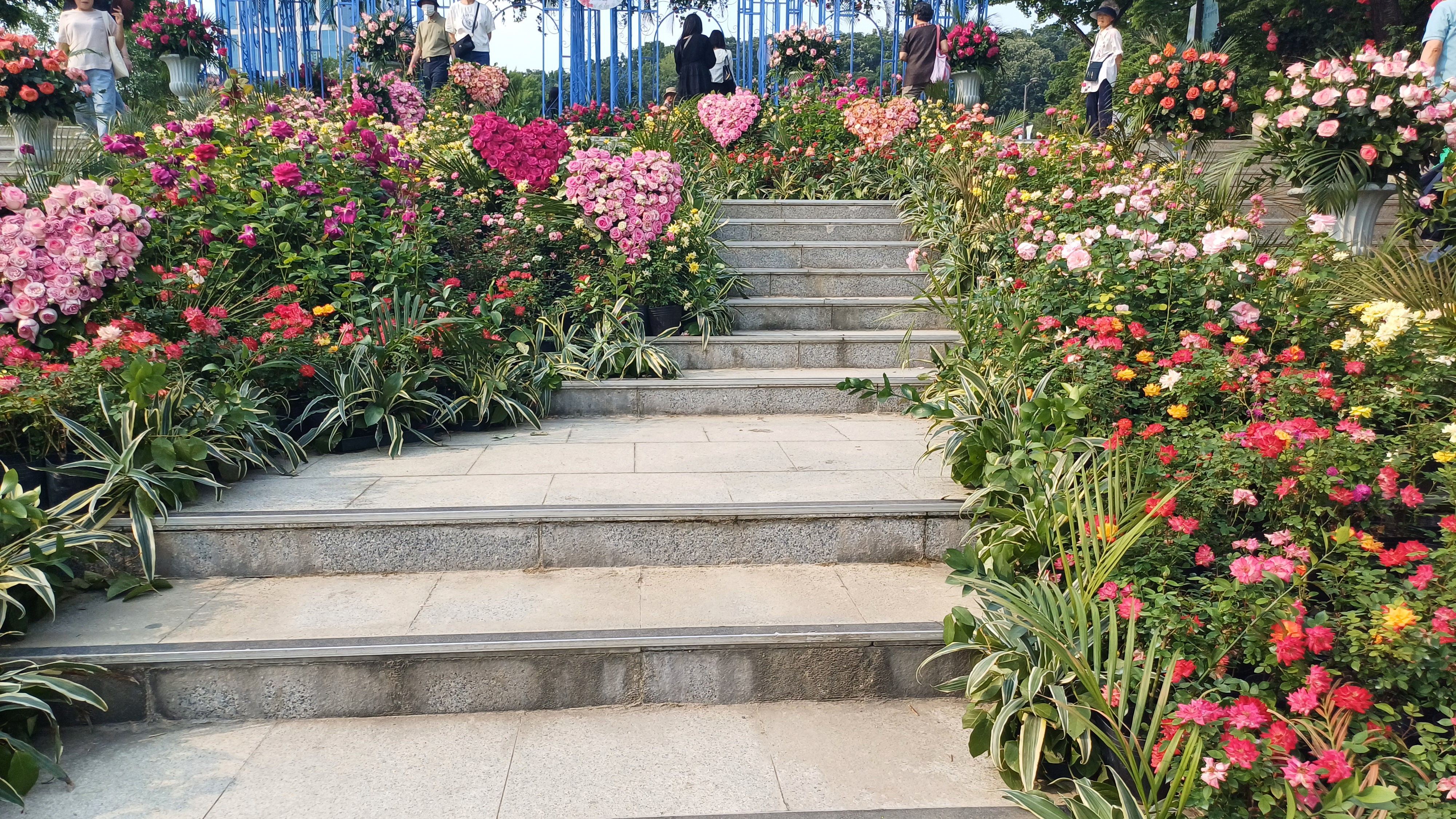
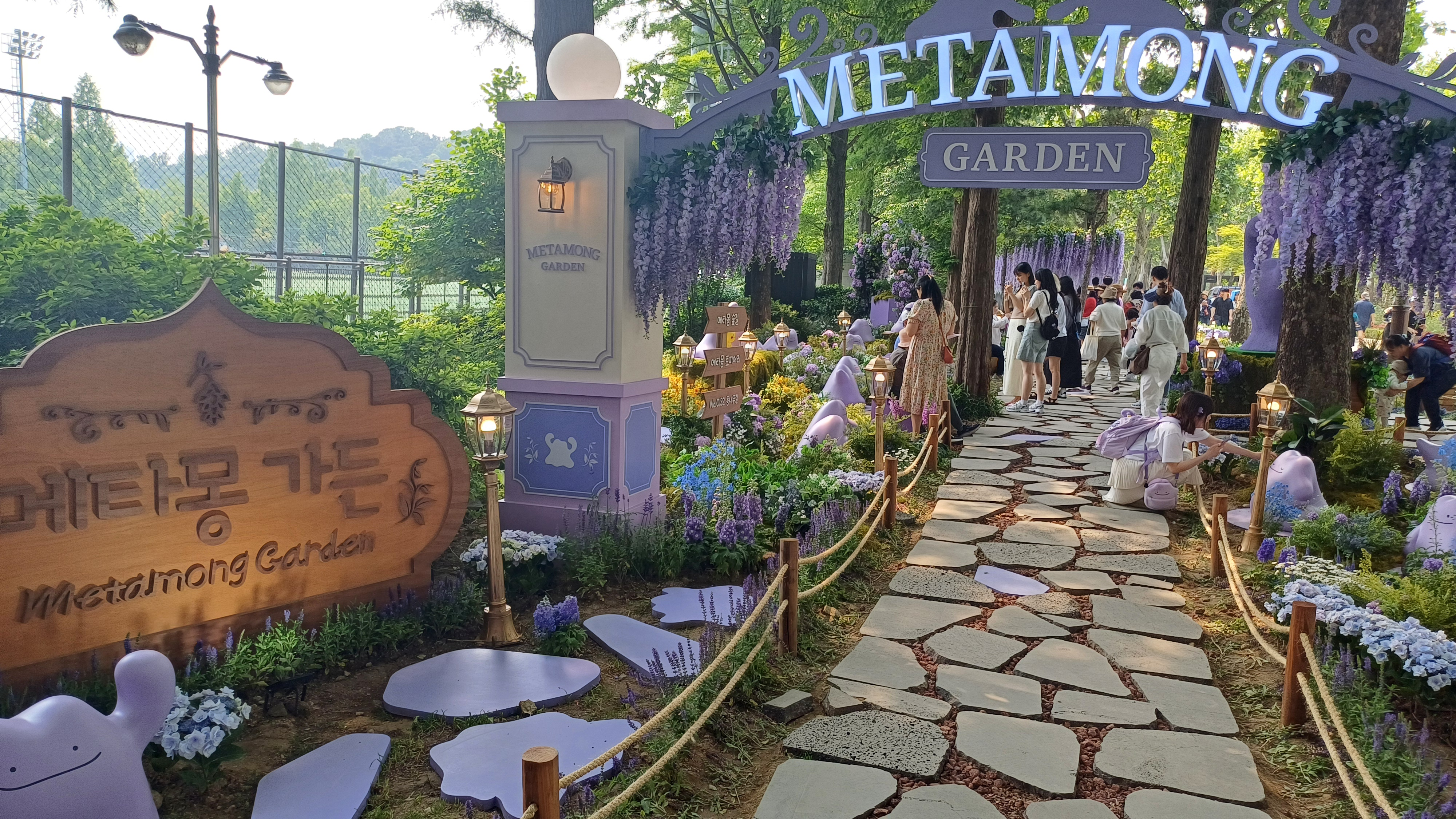
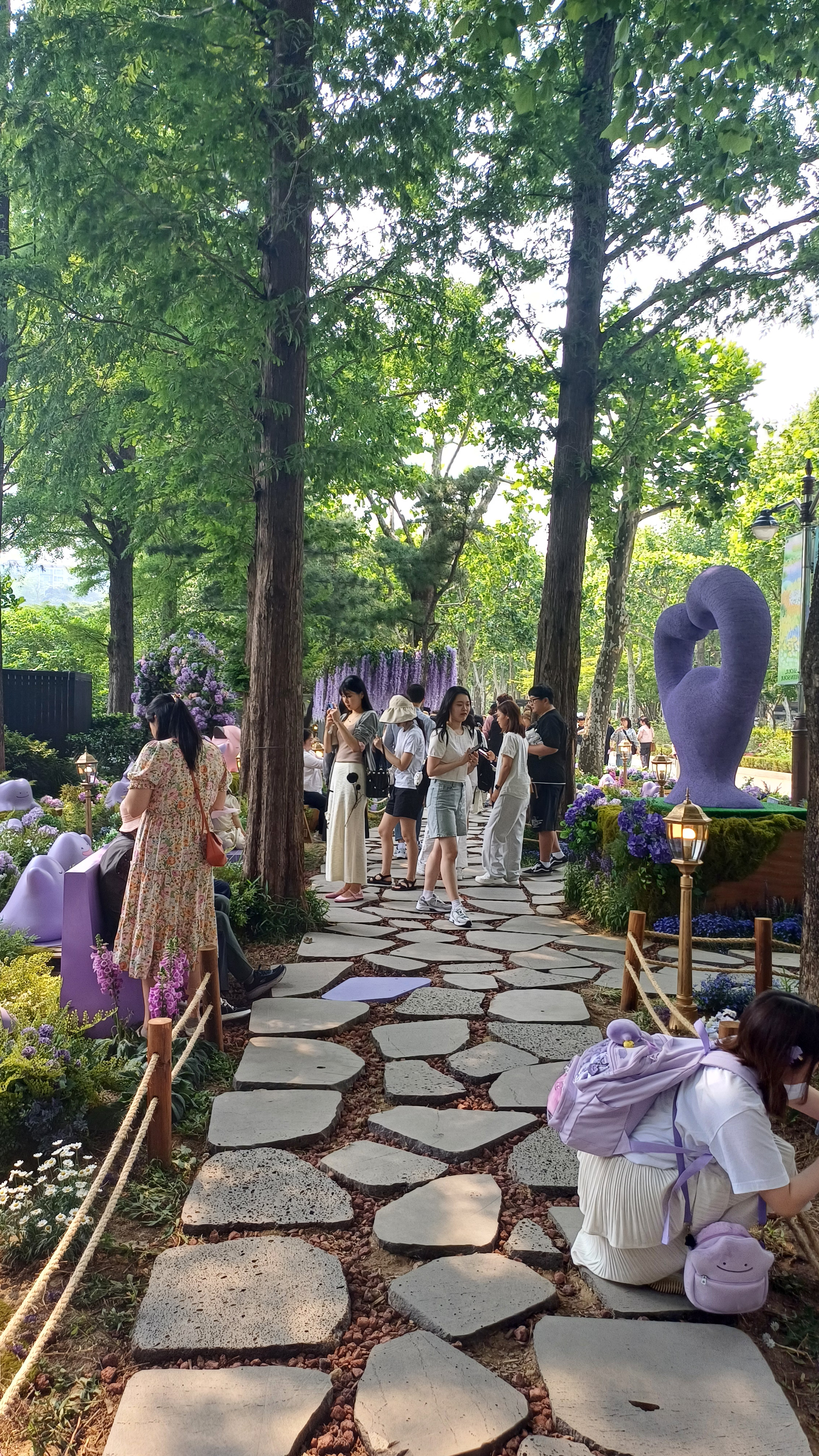
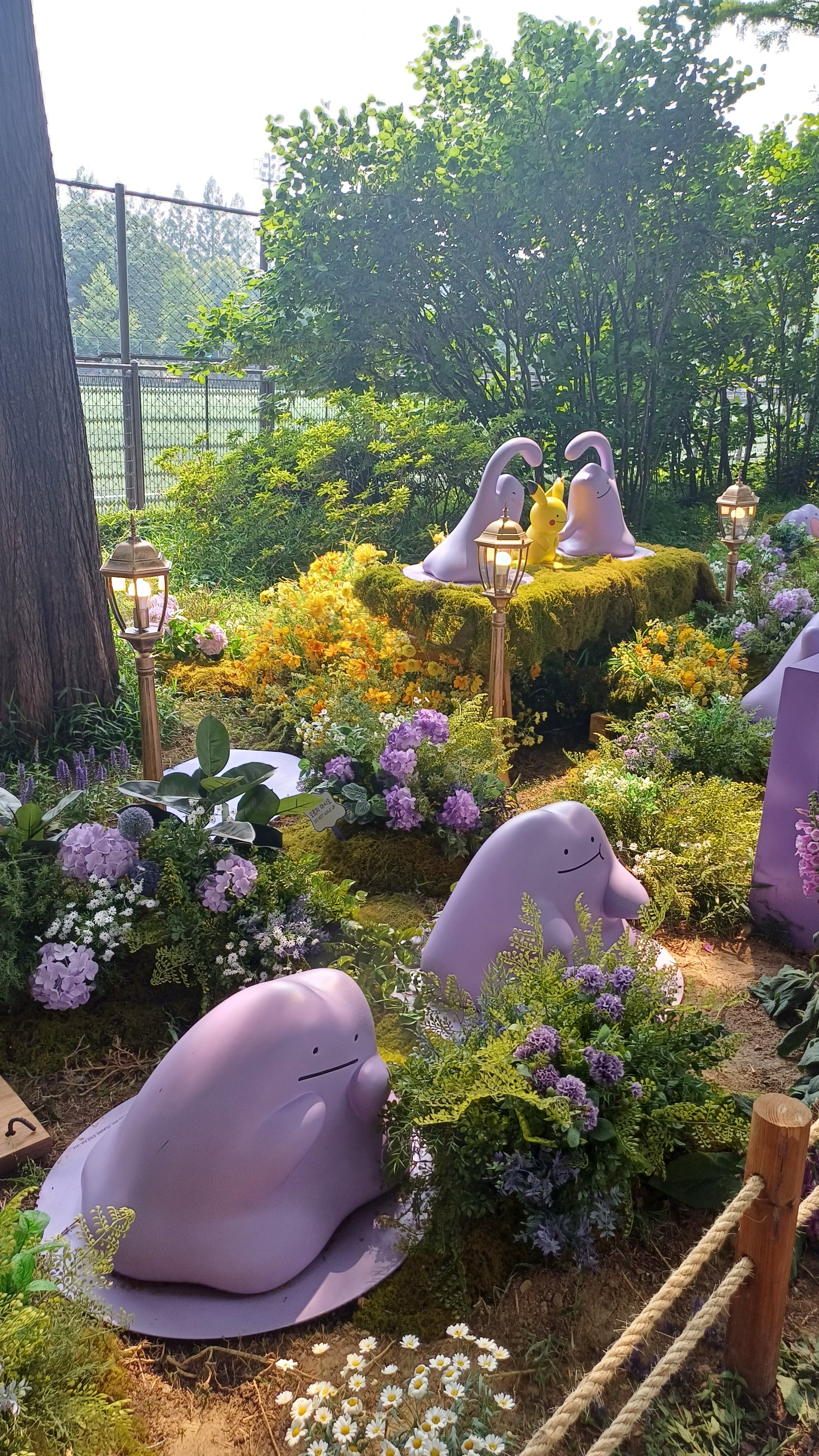
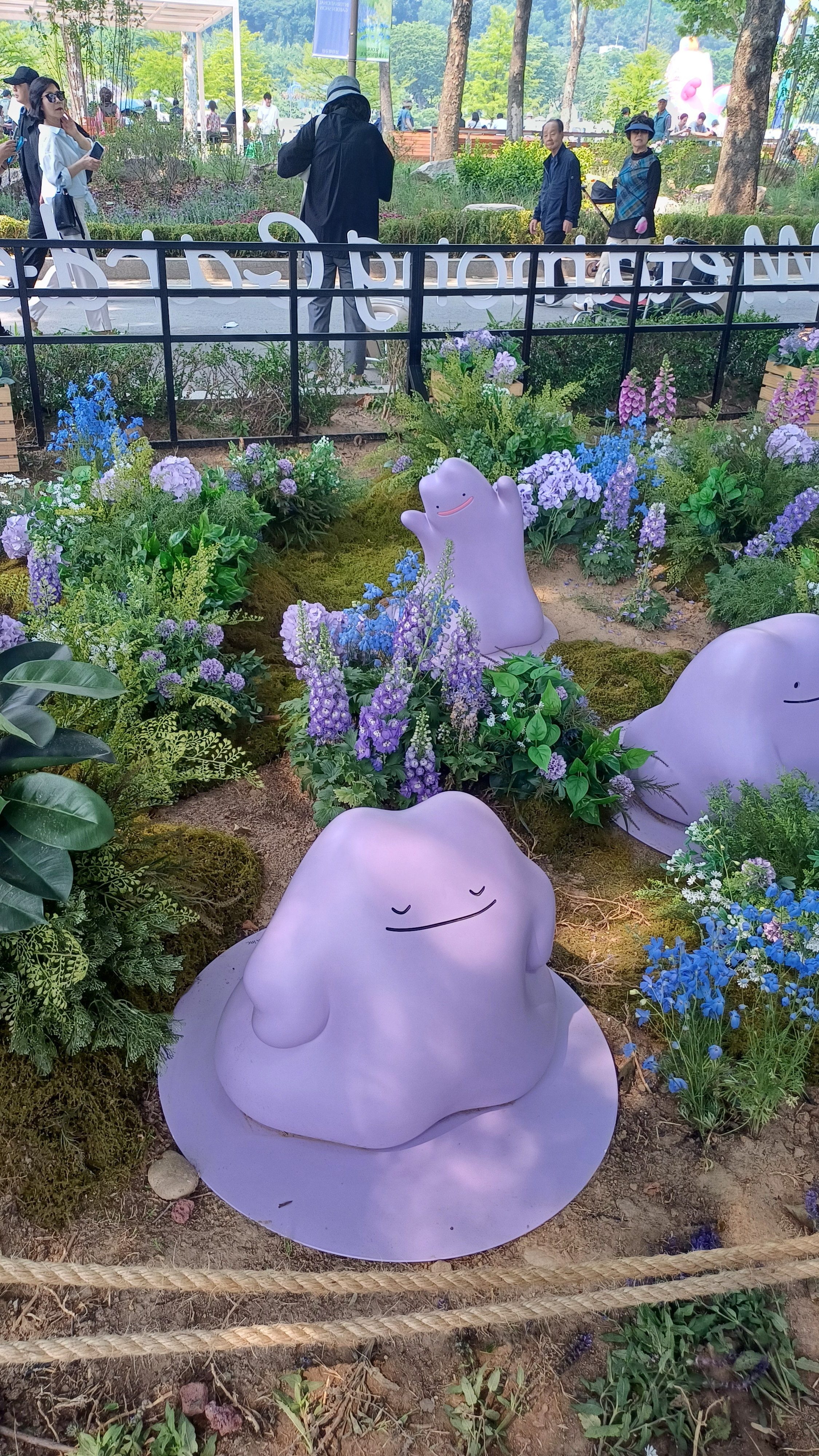
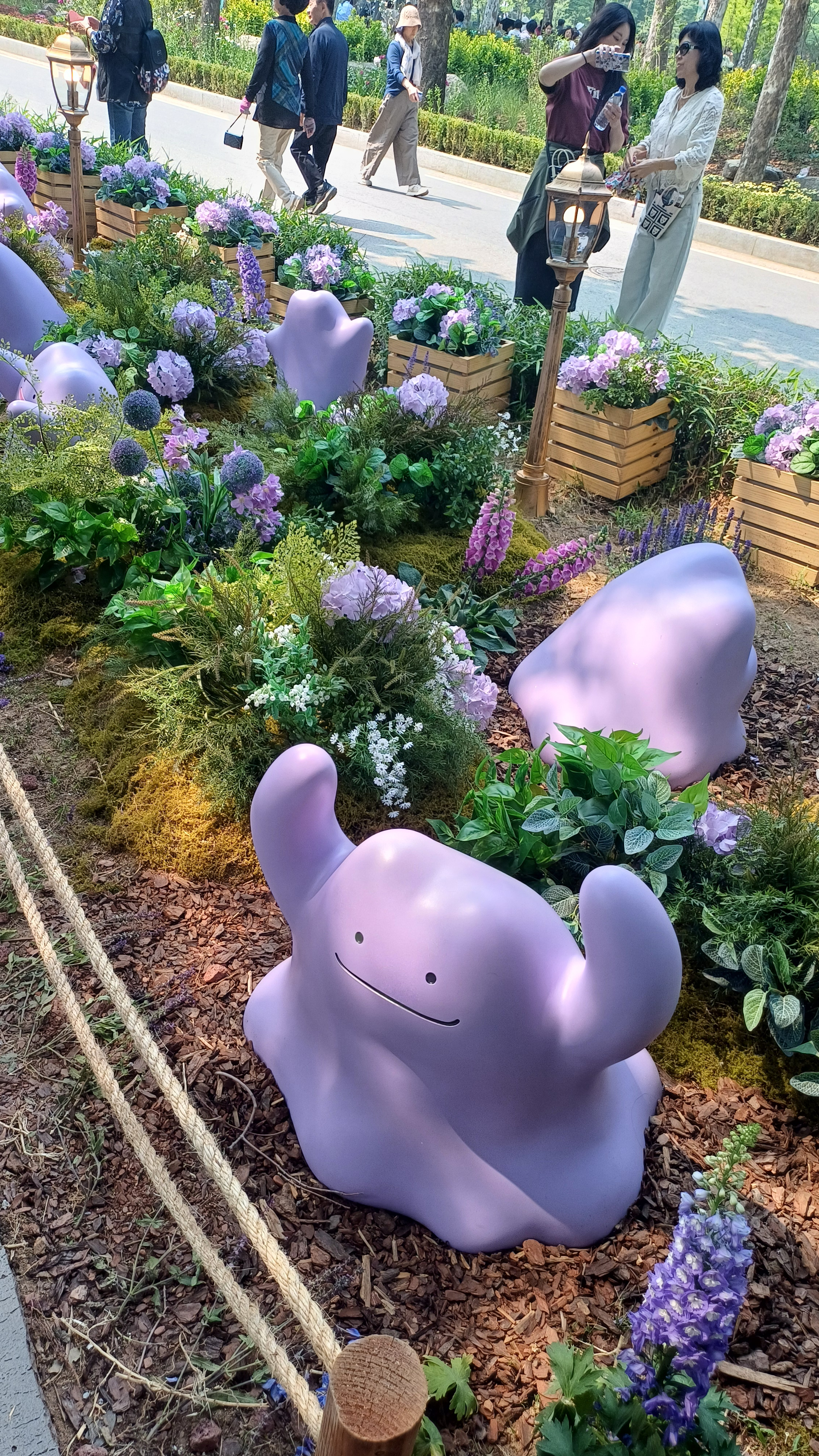
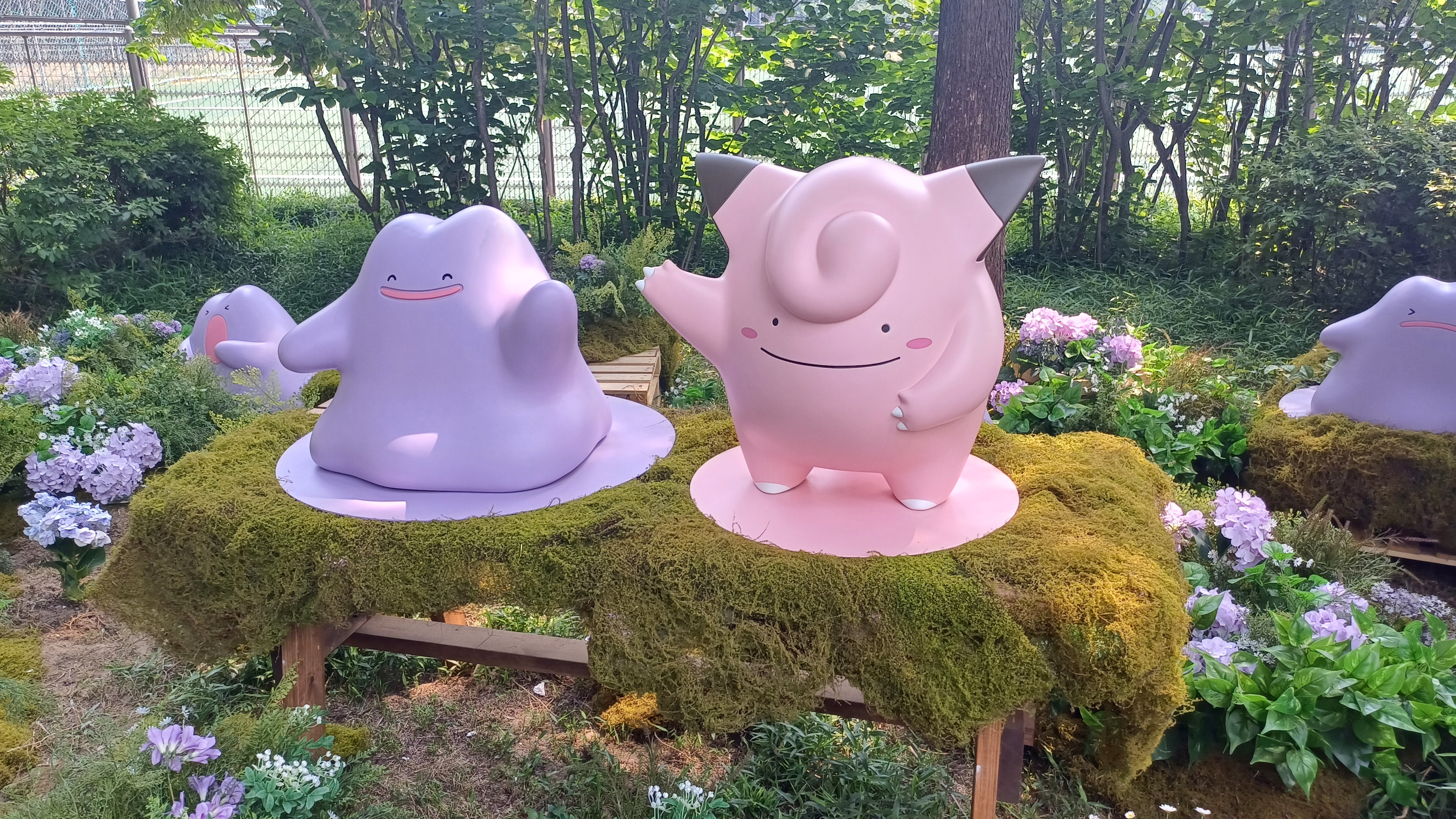
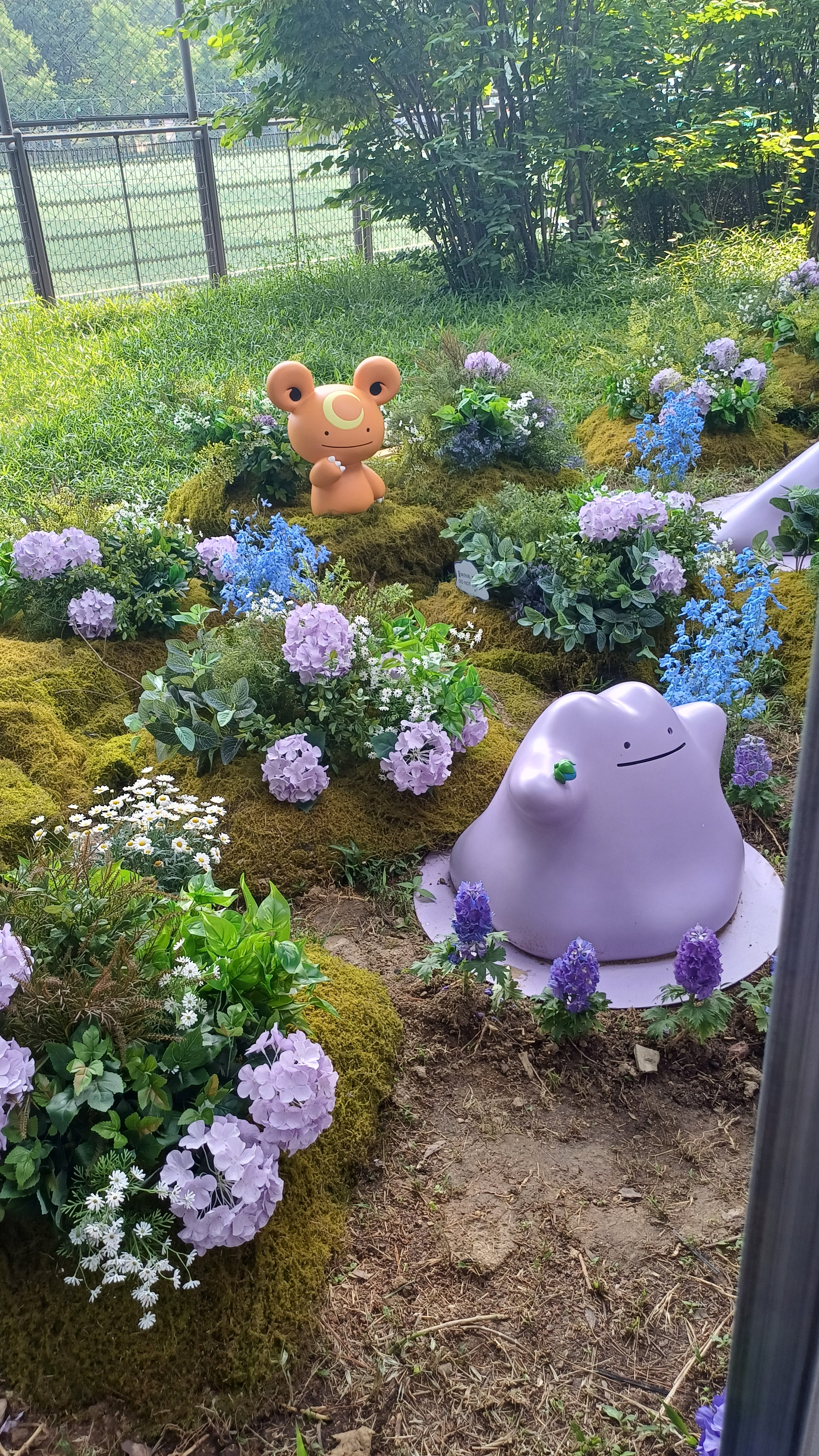
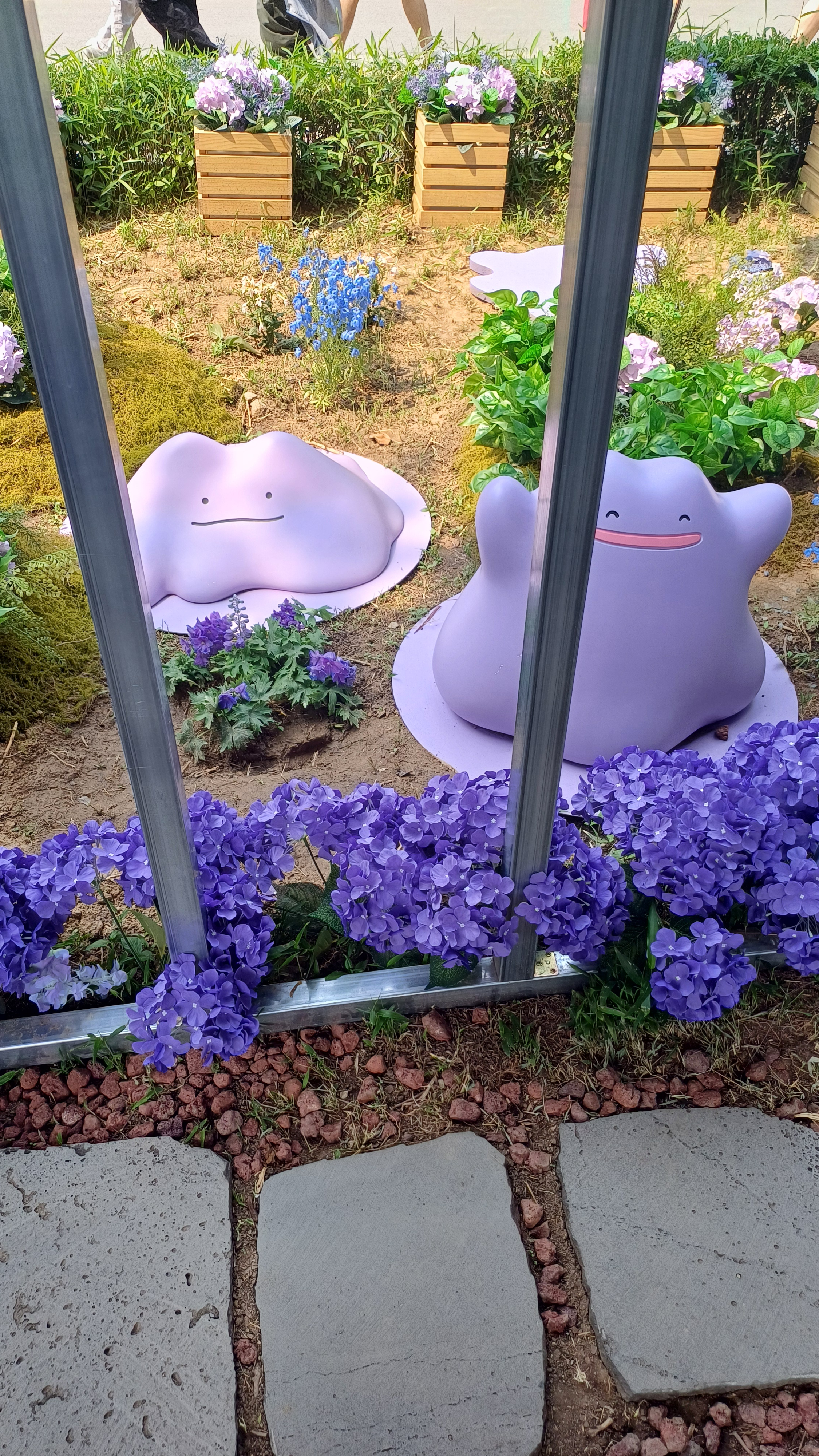
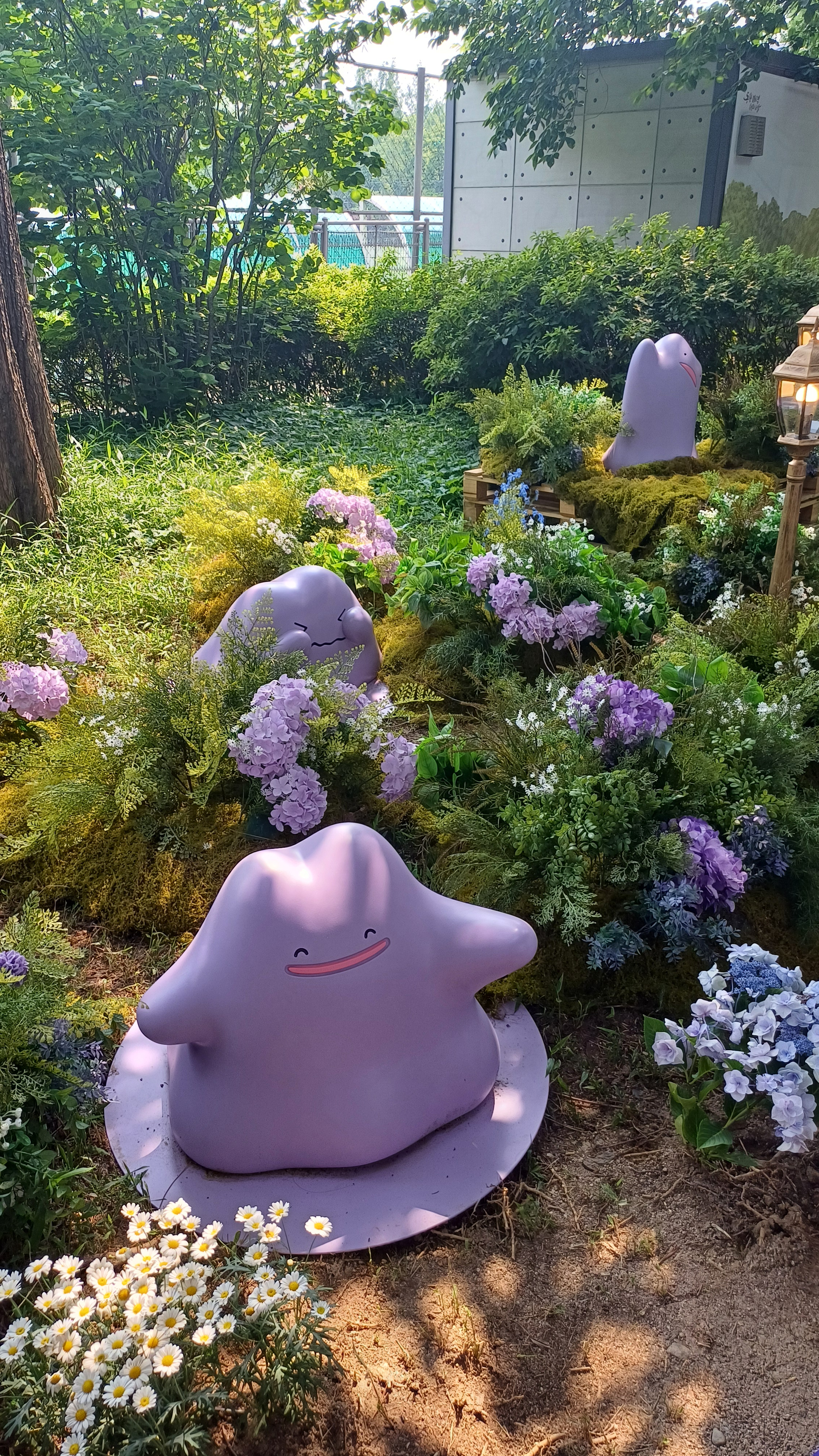
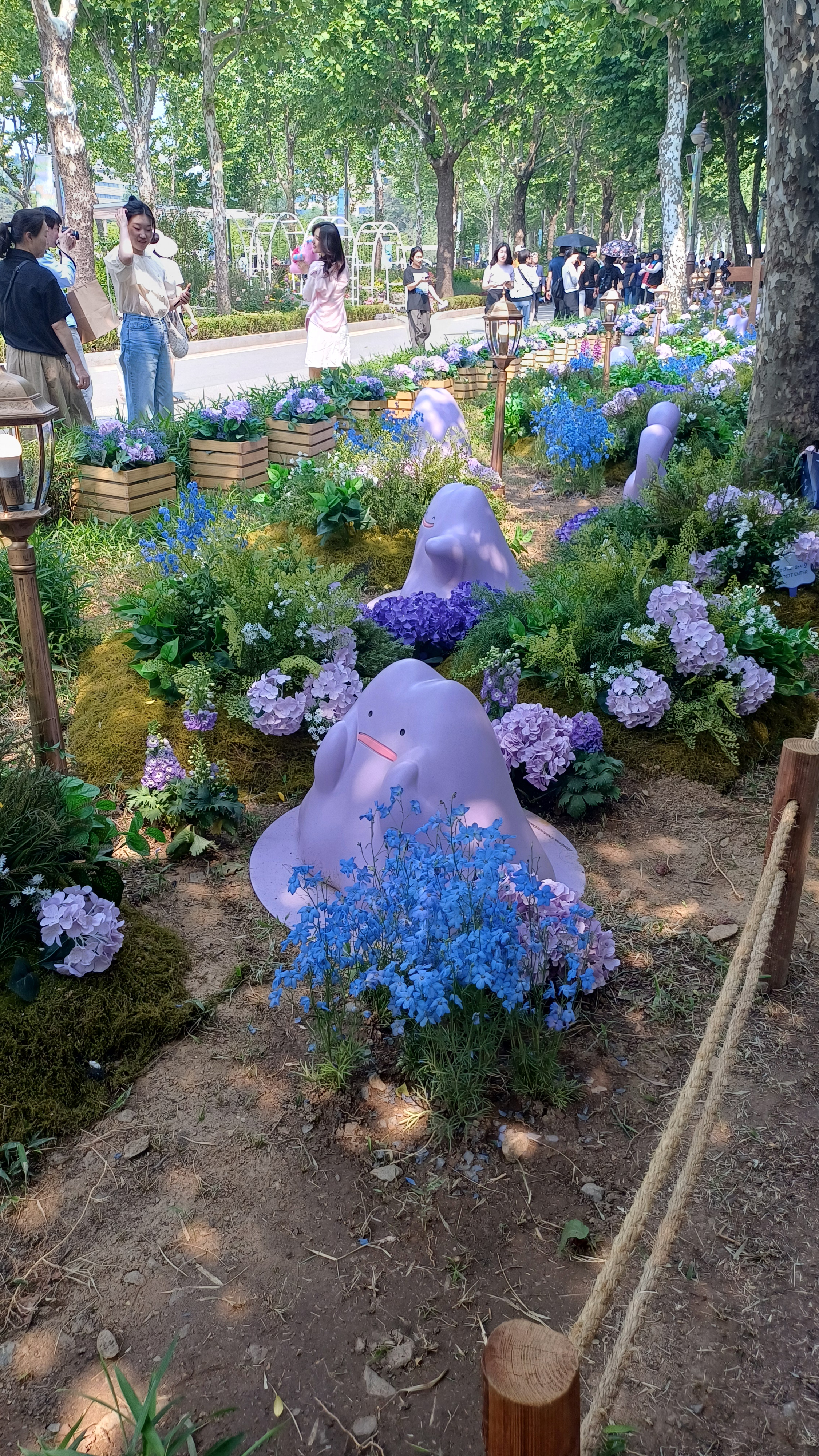

## 인접한 곳
- 대한민국 기상청
- 서울동작소방서
- 서울특별시 보라매병원
- ● 서울 지하철 2호선 신대방역
- ● 서울 지하철 7호선 보라매역
- ● 서울 경전철 신림선 종합관제동, 보라매차량사업소, 보라매역, 보라매공원역, 보라매병원역
- 보라매삼성쉐르빌

## 참고 문헌
- “보라매공원”. 《서울의 공원》. 서울특별시청.
- 〈보라매공원〉. 《디지털동작문화대전》. 한국학중앙연구원.
- 〈보라매공원〉. 《두피디아》. 두산.
- 〈보라매공원〉. 《대한민국 구석구석》. 한국관광공사.
- 《2023 전국 공공체육시설 현황 (2022년 12월말 기준)》. 대한민국 문화체육관광부. 2024.

## 같이 보기
- 서울특별시 보라매병원
- 서울 구 공군사관학교 교회 - 등록문화재 제744호